# Autoreifen

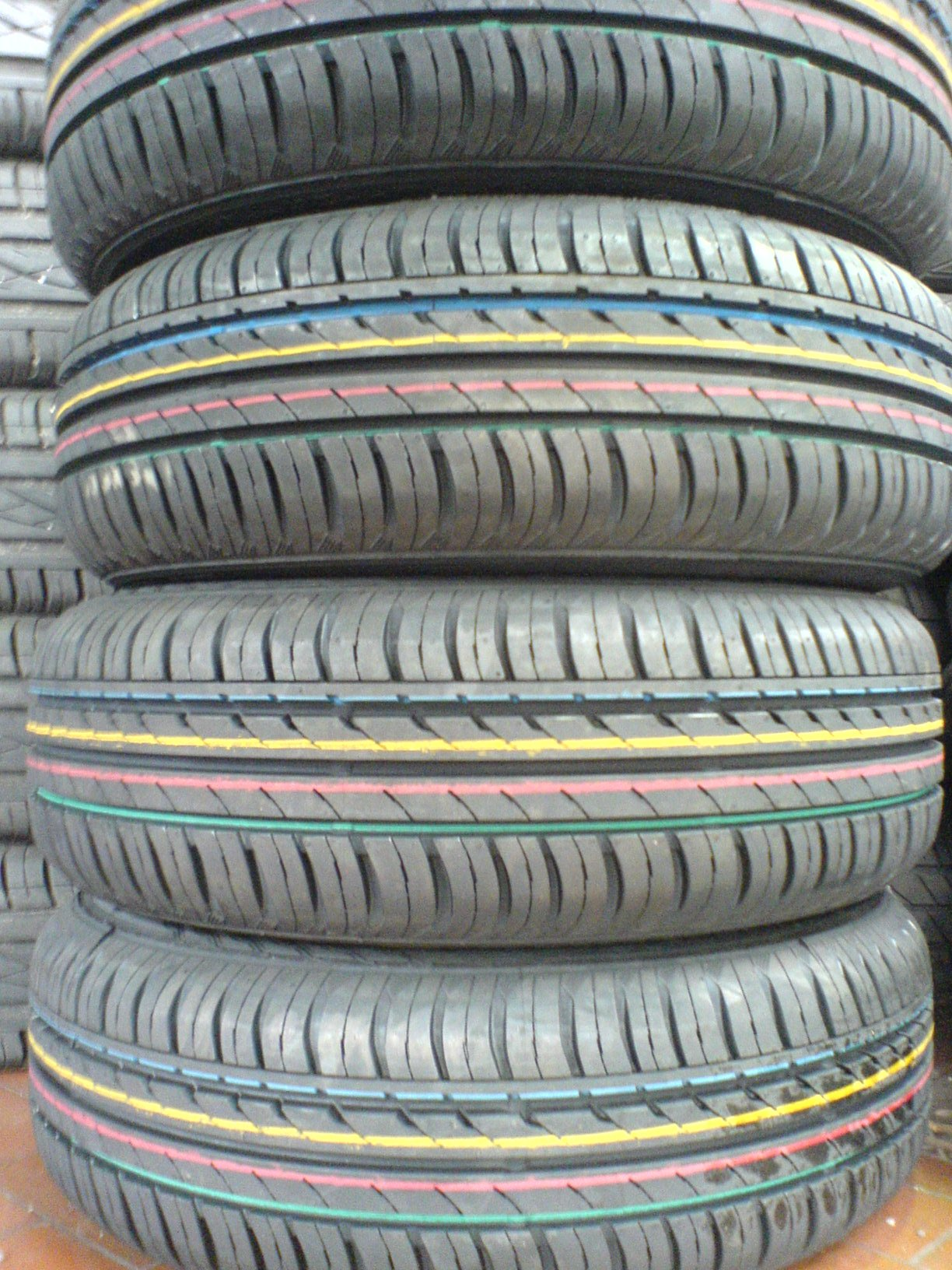
Pkw-Sommerreifen

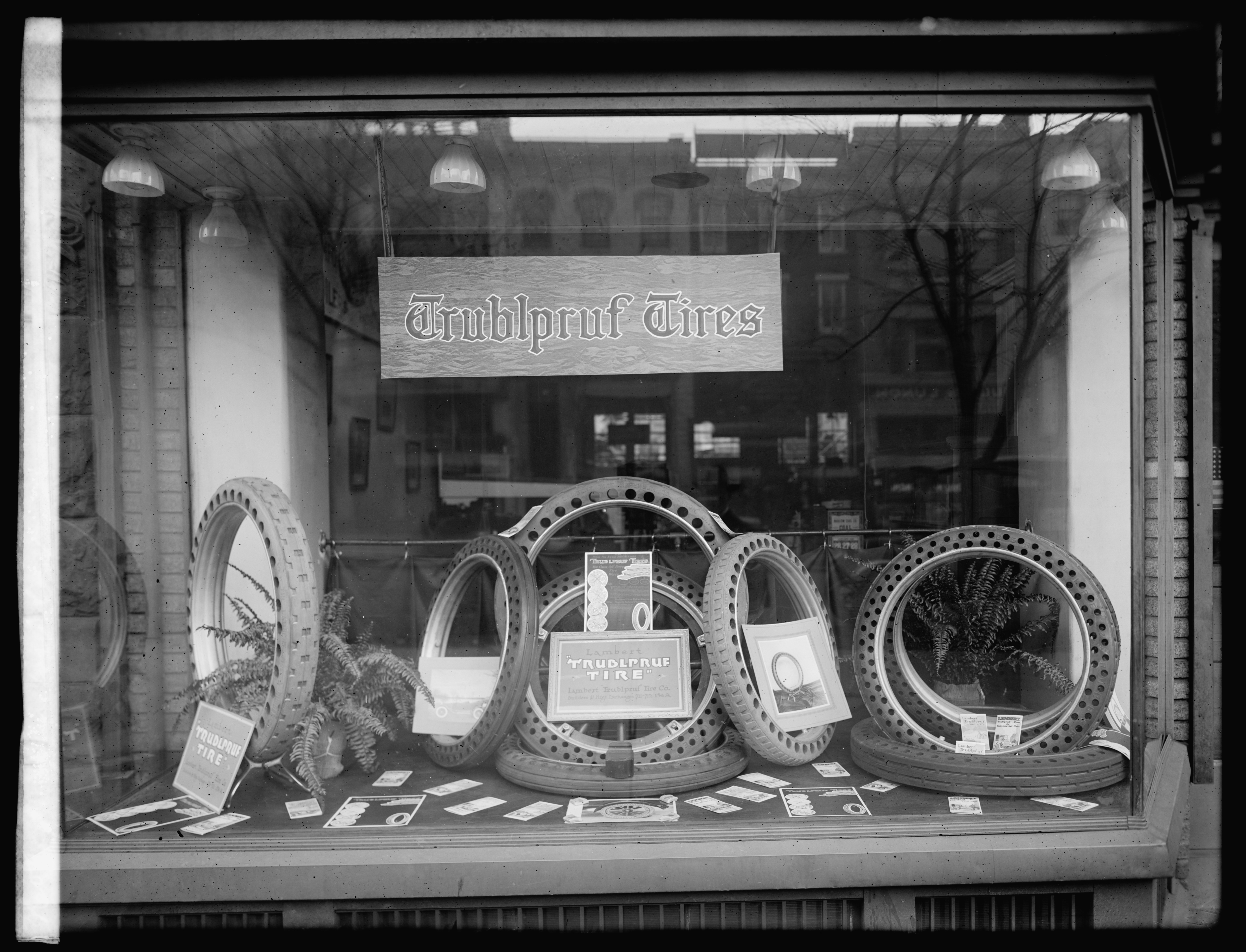
Vollgummireifen 'Trublpruf Tires' (dt. Sorgenfrei Reifen) um 1920 mit Lochung, um die Federung zu verbessern

Der Autoreifen (auch Pneu, insbesondere in der Schweiz; über französisch pneu „Reifen“ von griechisch πνεῦμα pneuma „Luft, Wind, Atem“) ist ein Luftreifen und bildet mit der Radschüssel und der Felge das Komplett-Rad eines Autos. Autoreifen werden hauptsächlich aus Styrol-Butadien-Kautschuk (SBR) und anderen synthetischen Kautschuken hergestellt, seltener aus Naturkautschuk.
In der EU müssen Hersteller mittels eines Reifenlabels auf allen seit dem 1. November 2012 hergestellten (und verkauften) Autoreifen über deren Kraftstoffverbrauch, Nasshaftung und Geräuschklassifizierung informieren.
Zu anderen Bauarten von Reifen und Rädern siehe: Reifen#Bauarten

## Reifenarten nach Einsatzzweck

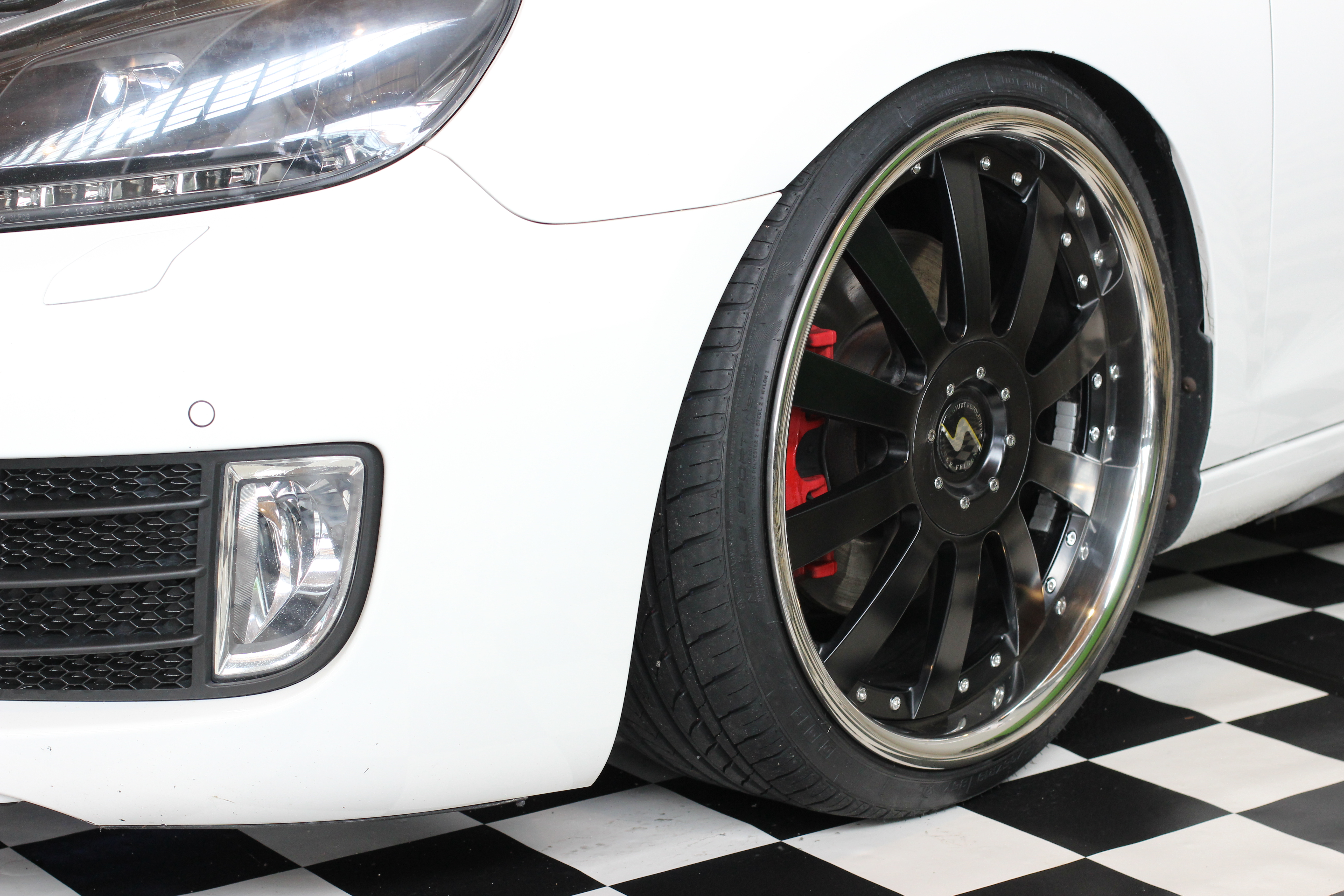
Niederquerschnittsreifen auf einer Leichtmetallfelge

Autoreifen sind das Bindeglied zwischen Fahrzeug und Fahrbahn. Von wenigen Ausnahmen in den Anfängen des Automobilbaus abgesehen, handelt es sich um Luftreifen. Sie beeinflussen maßgeblich das Fahrverhalten eines Fahrzeugs. Reifen werden insbesondere auf die Beschaffenheit des Untergrundes, die Temperatur und die Belastung ausgelegt. In Mitteleuropa fahren Automobile meist auf asphaltierten Straßen mit einer Oberflächentemperatur zwischen −15 °C und +60 °C. Die Straßen können verschiedene Feuchtigkeitsgrade aufweisen, im Winter können sie von Neuschnee, festgefahrenem Schnee und/oder Eis bedeckt sein. Theoretisch gäbe es für jede Fahrsituation einen am besten geeigneten Reifen. So werden im Rennsport mehrere Reifensätze mit unterschiedlich hartem Gummi und Regenreifen (mit Profil) oder Slicks (ohne Profil, für trockene Fahrbahn) vorgehalten und gewechselt. Um unter den Randbedingungen Produktionskosten und Lebensdauer ein möglichst breites Spektrum abzudecken, werden für den Straßenverkehr die folgenden Reifenarten angeboten:

### Sommerreifen

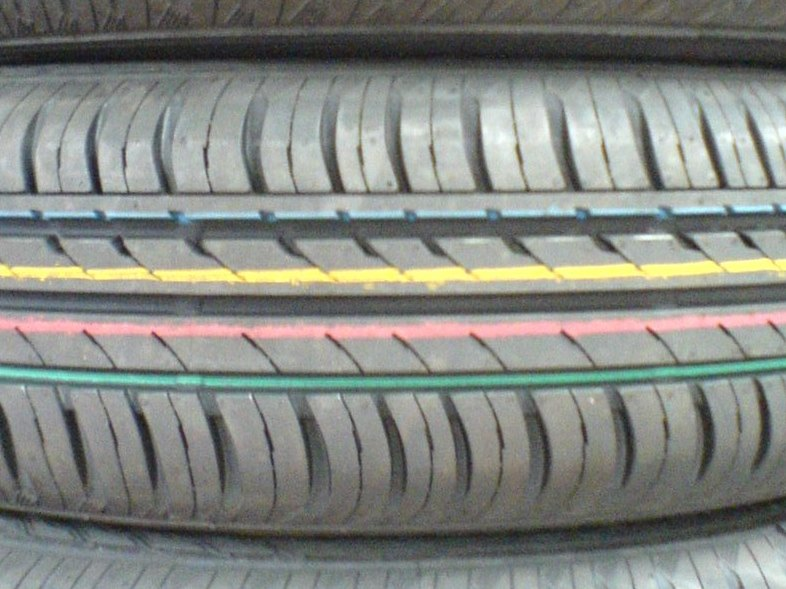
Profil eines Sommerreifens

Sommerreifen sind für Straßenverhältnisse ohne Schnee und Eisglätte ausgelegt. Ihre Gummimischung wird auch bei hohen Temperaturen nicht zu weich; auch bei hoher Geschwindigkeit ist die Abnutzung relativ gering. Hersteller wählen im Zielkonflikt zwischen zueinander in Widerspruch stehenden Anforderungen – z. B. einem möglichst geringen Rollwiderstand bei gleichzeitig guter Haftreibung (Bodenhaftung bei Nässe) – einen Kompromiss.
Mit abnehmender Profiltiefe verschlechtert sich das Verhalten bei Regen, Aquaplaning tritt früher auf. Gesetzlich sind daher 1,6 mm Profiltiefe gefordert. Der ADAC empfiehlt für Sommerreifen mindestens 3 mm Profiltiefe.

### Winterreifen

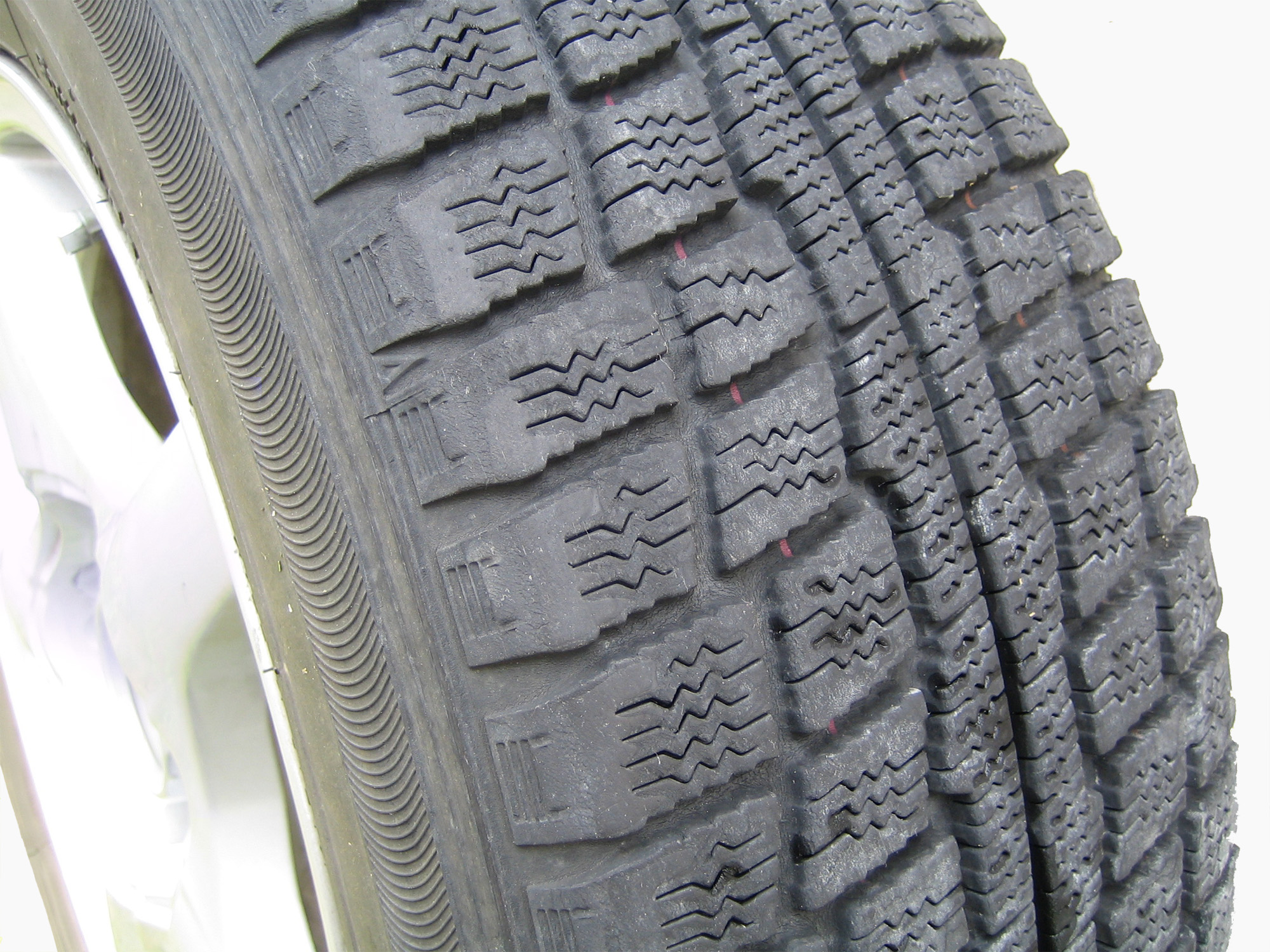
Profil eines Winterreifens

Viele Länder haben zu bestimmten Zeiten oder bei bestimmten Straßenverhältnissen eine Winterreifenpflicht erlassen.
In Deutschland besteht seit dem 4. Dezember 2010 eine Winterreifenpflicht bei winterlichen Straßenverhältnissen, das heißt, wenn Eis, Schnee, Glätte und Schneematsch vorkommen.

Schneeflockensymbol für Winterreifen, (Bergpiktogramm mit Schneeflocke, Alpine-Symbol)

Ab dem 1. Januar 2018 mussten neu produzierte Winterreifen auf der Flanke das Alpine-Symbol tragen, um die Winterreifenpflicht mit ihnen zu erfüllen. M+S-Reifen ohne Alpine-Symbol gelten seit dem 30. September 2024 nicht als Winterreifen. Winterreifen (in der Schweiz Winterpneu) sind für niedrige Temperaturen und winterliche Straßenverhältnisse ausgelegt. Sie verfügen über eine Gummimischung, die auch bei niedrigen Temperaturen ausreichend elastisch ist, um eine hinreichende Kraftübertragung (mittels Verzahnung mit dem Untergrund) zu erreichen.
Winterreifen waren mit dem M+S-Symbol (englisch Mud and Snow, deutsch Matsch und Schnee) gekennzeichnet. Die EU-Verordnung Nr. 661/2009 vom 13. Juli 2009 bezeichnete als „M+S-Reifen“ einen Reifen, dessen Laufflächenprofil, Laufflächenmischung oder Aufbau in erster Linie darauf ausgelegt ist, gegenüber einem Normalreifen bessere Fahr- und Traktionseigenschaften auf Schnee zu erzielen, und kündigt als Durchführungsmaßnahme die „genauere Festlegung der physischen Merkmale und Leistungsanforderungen“ bis zum 31. Dezember 2010 an.
Die deutsche StVO (§ 2 Abs. 3a StVO) bezog sich noch auf die EU-Verordnung von 1992, nach der „M+S-Reifen“ Reifen sind, „bei denen das Profil der Lauffläche und die Struktur so konzipiert sind, dass sie vor allem in Matsch und frischem oder schmelzendem Schnee bessere Fahreigenschaften gewährleisten als normale Reifen. Das Profil der Lauffläche von M+S-Reifen ist im Allgemeinen durch größere Profilrillen und Stollen gekennzeichnet, die voneinander durch größere Zwischenräume als bei normalen Reifen getrennt sind.“ (siehe auch Reifenprofil)
Trotz dieser Definitionen ist „M+S“ (Stand 2013) keine geschützte Kennzeichnung und kann daher auch auf nicht wintertauglichen Reifen angebracht werden. Insbesondere chinesische und amerikanische Reifenhersteller verwenden dieses Symbol auch auf Sommerreifen.
Die Kennzeichnung „Berg mit Schneekristall“ (Alpine-Symbol), englisch „3 Peak Mountain Snow Flake“ (3PMSF oder 3-PMSF) wird von der amerikanischen Straßenbehörde NHTSA vergeben und kennzeichnet Reifen, welche in einem Test eine gegenüber einem Referenzreifen um mindestens 7 Prozent bessere Traktion auf Schnee und Eis erreichen.
Bei niedrigen Temperaturen, aber trockenem Wetter sollen Reifen mit 0,2 bis 0,3 bar mehr Reifendruck als vom Fahrzeughersteller angegeben gefahren werden, da die – vom Reifenhersteller einkalkulierte – Druckerhöhung im Reifen geringer ist als bei sommerlichen Temperaturen. Herrschen dagegen Schneematsch und Glätte, sind die unten erwähnten Eigenschaften eines niedrigen Reifendrucks erwünscht.
Geländewagen können mit einer Reifendruckregelanlage ausgerüstet sein, um während der Fahrt den Reifendruck verringern können und so eine größere Reifenaufstandsfläche zu bewirken.
Wenn ein Fahrzeug in weichem Sand oder dergleichen festgefahren ist, kann es helfen, Luft aus den Reifen der Antriebsachse(n) abzulassen.
Anders als bei Sommerreifen ist es bei Winterreifen auch erlaubt, Reifen mit niedrigerem Geschwindigkeitsindex einzusetzen – abweichend von den Angaben des Fahrzeugscheins. Auch dabei ist die M+S-Kennzeichnung ausschlaggebend, die übrigens auch Ganzjahresreifen aufweisen können. In Deutschland ist in diesem Fall ein Aufkleber mit der zulässigen Höchstgeschwindigkeit der Reifen gemäß Geschwindigkeitsindex im Blickfeld des Fahrzeugführers anzubringen.
Diese Kennzeichnung ist auch in manchen Ländern vorgeschrieben, in denen ein allgemeines Tempolimit auf Autobahnen gilt. 
Neben den weit verbreiteten Winterreifen der Geschwindigkeitskategorie T (bis 190 km/h) werden auch Winterreifen der höheren Geschwindigkeitskategorien U, H und V (vereinzelt auch W = bis 270 km/h) in diversen Reifendimensionen angeboten.
Winterreifen können ganzjährig gefahren werden. Auf schneefreiem und trockenem Asphalt, vor allem bei höheren Temperaturen, haben sie einen stärkeren Abrieb. Bei frühlingshaften und sommerlichen Temperaturen haben sie verglichen mit Sommerreifen auf trockener Fahrbahn deutlich schlechtere Fahreigenschaften, z. B. einen längeren Bremsweg.
Im Laufe der Zeit verhärtet die Gummimischung und die Hafteigenschaften der Reifen lassen nach, selbst wenn die Profiltiefe noch ausreichend ist. Der ADAC empfiehlt, Winterreifen, die älter als sechs Jahre sind, zu ersetzen. Der ÖAMTC empfiehlt, Reifen nur 4 Jahre zu verwenden.
Mit abnehmender Profiltiefe verschlechtern sich die Hafteigenschaften auf Schnee deutlich. In Österreich muss deshalb ein Winterreifen mindestens 4 mm Profiltiefe aufweisen (und eine M+S-Kennzeichnung). Bei einer Profiltiefe unter 4 mm gilt der Reifen als Sommerreifen. Der ADAC empfiehlt für Deutschland ebenfalls 4 mm Profiltiefe; gesetzlich werden in Deutschland nur 1,6 mm gefordert.

#### 7-Grad-Empfehlung
Jahrzehntelang wurde in den Medien die These vertreten, Winterreifen hätten bei Temperaturen unter 7 °C bessere Eigenschaften als Sommerreifen (sogenannte „Sieben-Grad-Empfehlung“). Diese Aussage wurde jedoch durch Tests widerlegt.
Auch bei Temperaturen knapp über dem Gefrierpunkt können mit Sommerreifen sowohl auf nasser als auch auf trockener Fahrbahn kürzere Bremswege erzielt werden als mit vergleichbaren Winterreifen. Der Bremsweg von Winterreifen auf Schnee und Eis ist dagegen deutlich kürzer als der von Sommerreifen. Die Griffigkeit des Straßenbelags hat also einen größeren Einfluss auf die Traktionseigenschaften der Reifen als die reine Umgebungstemperatur. Besonders in Kombination mit einer verschmutzten oder staubigen Straßenoberfläche können Niederschläge die Straßenhaftung zu allen Jahreszeiten deutlich herabsetzen.

#### Spike-Reifen

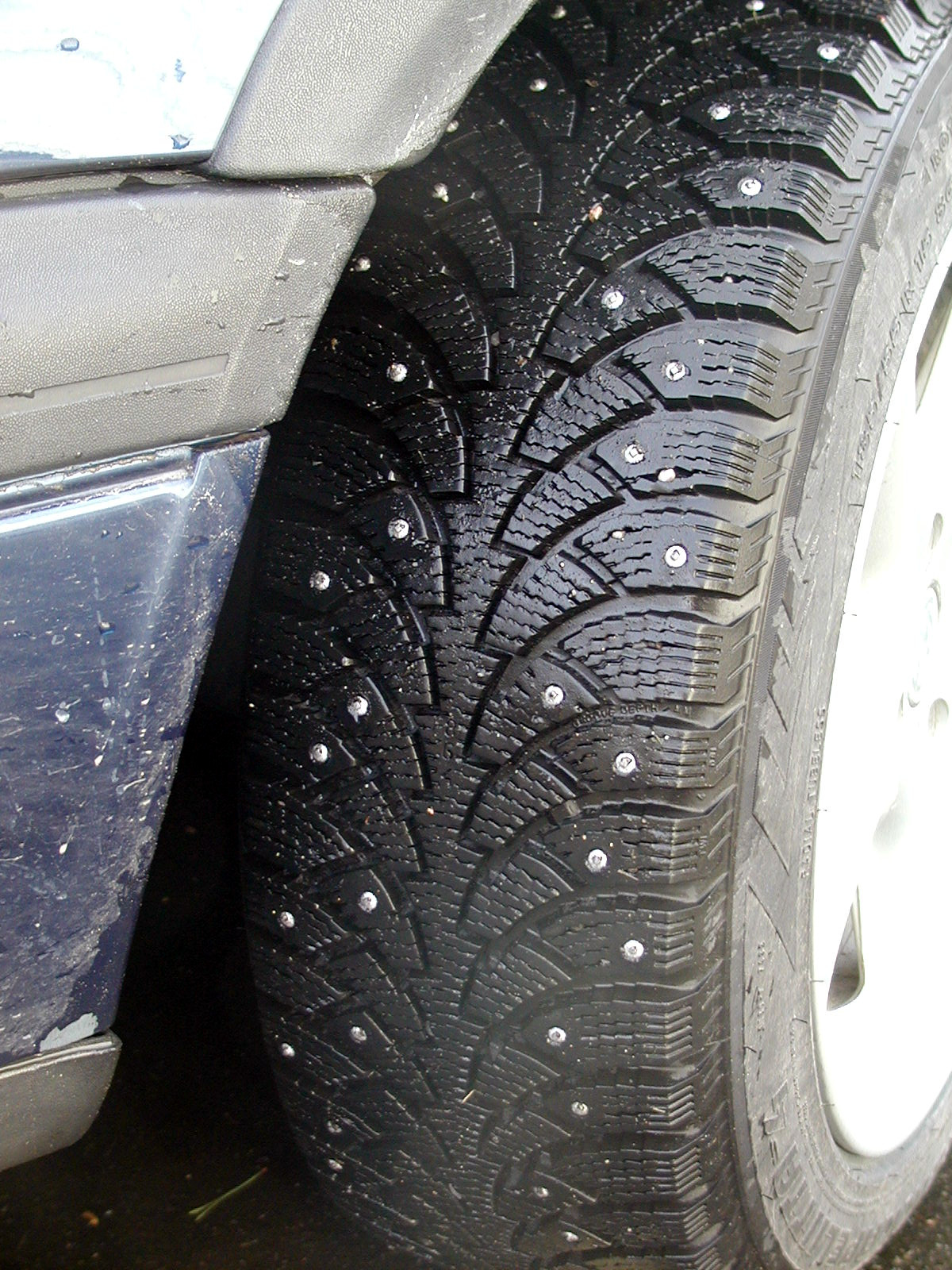
Spikes

Spike-Aufkleber (Österreich)

Eine besonders auf Eis wirksame Technik ist die Verwendung von Spikes. Das sind Stahl- oder Hartmetallstifte, die in dafür ausgelegten Reifen angebracht werden können. Da Spikes die Fahrbahn erheblich abnutzen, sind sie in vielen Teilen Europas nur eingeschränkt oder gar nicht zulässig.
In Westdeutschland und der DDR waren Spike-Reifen Anfang der 1970er Jahre noch uneingeschränkt zulässig, gerieten zu dieser Zeit jedoch wegen verursachter Fahrbahnschäden in die Diskussion. Heute sind in Deutschland Spikes nur noch im kleinen deutschen Eck, einem Gebiet rund um Bad Reichenhall, sowie für bestimmte Einsatzfahrzeuge erlaubt.
In Österreich dürfen Spikes ausschließlich mit eingeschränkter Geschwindigkeit (Ortsgebiet: 50 km/h, Freilandgebiet: 80 km/h, Autobahnen: 100 km/h) und nicht in den Monaten Juni bis September verwendet werden. Weiterhin muss das Fahrzeug auf der Rückseite mit einem speziellen Aufkleber gekennzeichnet sein.
In der Schweiz sind die Vorschriften ähnlich wie in Österreich; die Verwendung von Spikes auf Autobahnen ist nicht erlaubt.

### Ganzjahresreifen

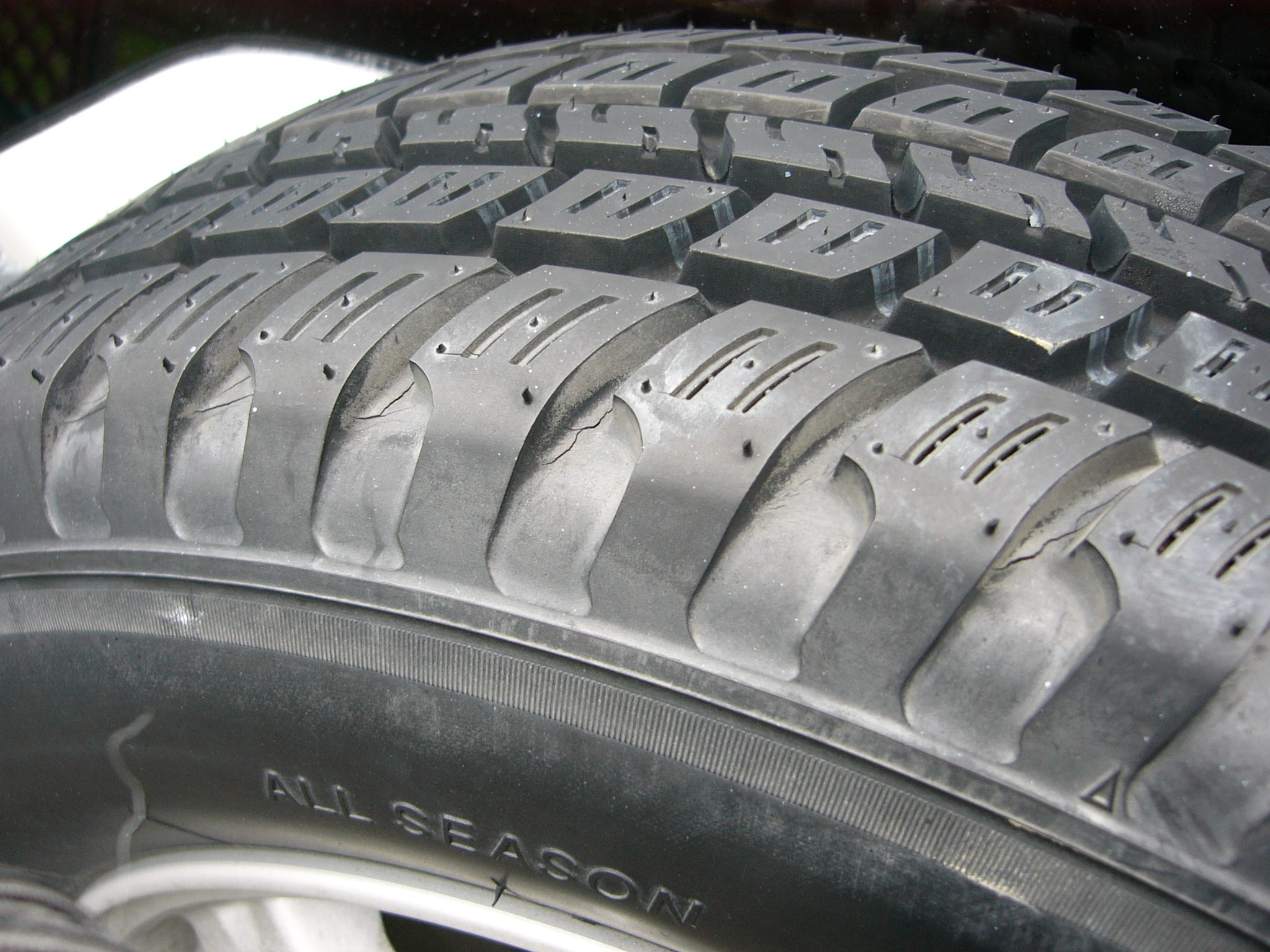
Profil eines Ganzjahresreifens

Ganzjahresreifen (auch Allwetterreifen) können sowohl im Sommer als auch im Winter eingesetzt werden. Das Profil von Allwetterreifen kombiniert die zwei unterschiedlichen Rillen-Anordnungen der Sommer- und Winterreifen, so dass die für höhere Temperaturen und bei Nässe benötigten Längsrillen ebenso zu finden sind wie die Profilblock-Verzahnungen, die bei Schneeglätte und Eis für Halt sorgen.
Der Aufwand für den zweimaligen jährlichen Reifenwechsel und die Investition in einen zweiten Radsatz entfallen. Ganzjahresreifen werden oft bei geringen Fahrleistungen verwendet.
Die Eigenschaften von Ganzjahresreifen waren lange Zeit ein Kompromiss: Auf Schnee blieben sie hinter den Eigenschaften von guten Winterreifen zurück; im Sommer hatten sie – wegen ihrer systembedingt weicheren Gummimischung – einen höheren Abrieb bzw. Reifenverschleiß und etwas erhöhten Kraftstoffverbrauch. Seit den 2020er-Jahren sind gute Ganzjahresreifen reinen Sommer- bzw. Winterreifen ebenbürtig. Voraussetzung für eine Anerkennung von Ganzjahresreifen als Winterreifen im rechtlichen Sinne ist das Vorhandensein des Schneeflocken-Symbols auf der Reifenflanke.
In Österreich besteht seit Winter 2006/07 eine generelle Winterreifenpflicht auf der Antriebsachse für Lkw über 3,5 t und für Omnibusse.
In Deutschland besteht seit dem 4. Dezember 2010 eine situative Winterreifenpflicht; sie löste eine seit 2006 bestehende, oft als schwammig kritisierte Regelung ab.

### Geländereifen

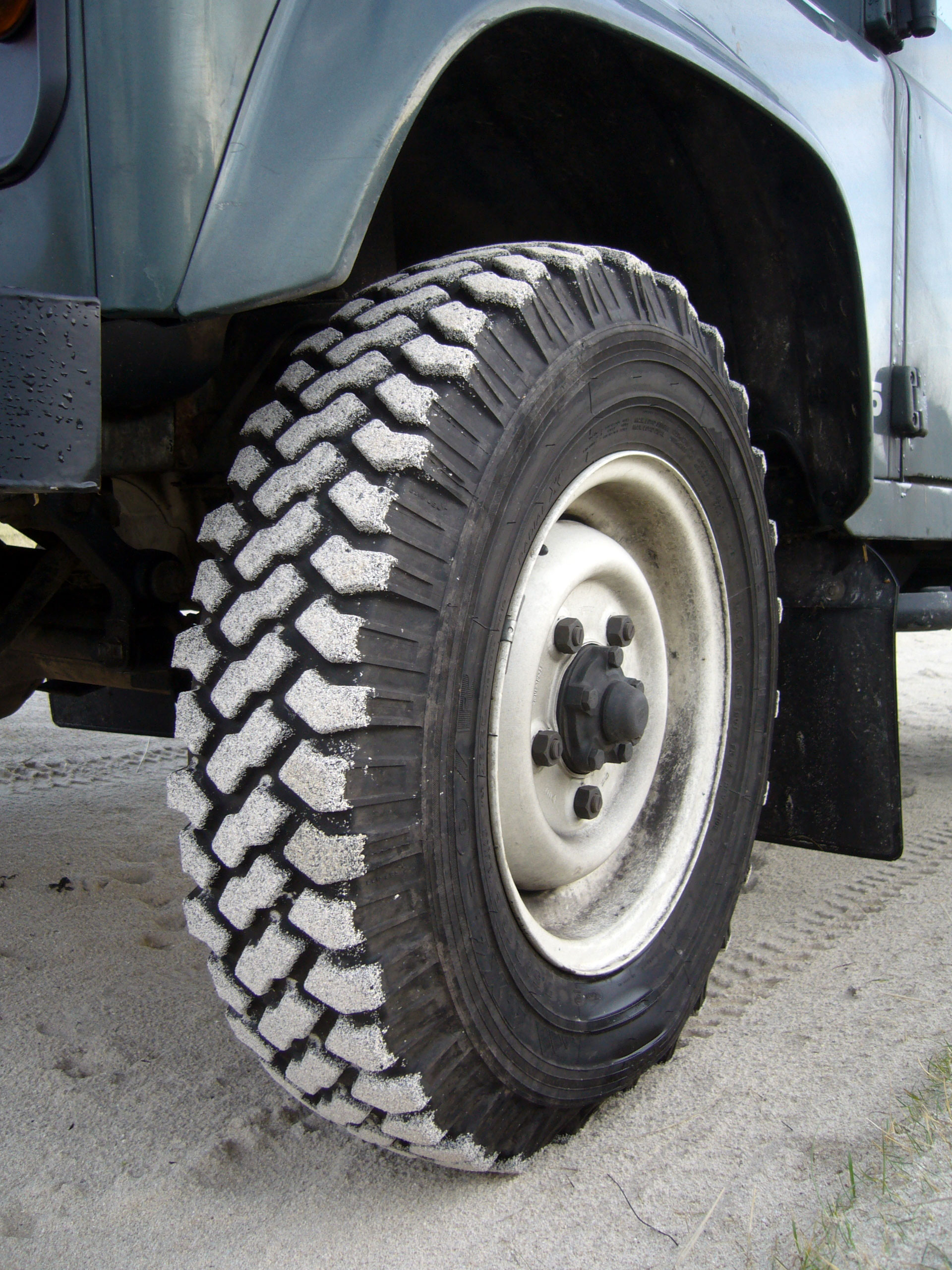
Typisches MT (Mud Terrain)-Reifenprofil

Diese Reifengruppe wird vor allem bei Geländewagen, SUVs, ATVs und UTVs eingesetzt. Es handelt sich um Reifen mit grobem Profil, deren Lauffläche mehr oder weniger stark für den Einsatz auf unbefestigten Straßen bis hin zu schwerem Gelände optimiert ist. Auswahlkriterium ist der prozentuale Anteil Asphaltstraße/Gelände sowie die Profilformgebung. Varianten sind ST (Street-Terrain) mit hohem Straßenanteil und geringerer Geländetauglichkeit, AT (All-Terrain) mit ungefähr gleichen Anteilen Straße und Gelände, MT (Mud-Terrain) mit hohem Geländeanteil, ggf. auch Schlamm, Felsen und Steine. Extreme Varianten sind Boggers oder Super-Swamper, die speziell grobe Schaufeln und Stollen für den ausschließlichen Einsatz in sehr grobem Gelände aufweisen.

### Reifentypen für Lkw
Lkw-Reifen werden bevorzugt aus Naturkautschuk hergestellt, welcher hitzebeständiger als Synthesekautschuk ist, was besonders bei großen Reifen wichtig ist.
Bei Lkw-Reifen unterscheidet man nicht nur nach Sommer- und Winterreifen, sondern auch nach Einsatzzweck und Achse. So gibt es für Antriebs-, Lenk- und Anhängerachsen jeweils unterschiedliche Reifen. Auch für Fernverkehr, Baustelleneinsatz usw. werden die Reifen unterschiedlich gewählt. Diese Reifen werden Professional Off-Road (POR) genannt und sind ersatzweise im Winter nutzbar, wenn keine 3PMSF für das Fahrzeug angeboten werden. POR-Reifen haben keine EU-Reifenlabel-Kennzeichnung, da ausschließlich für die gewerbliche Nutzung gedacht.

### Reifen mit Notlaufeigenschaften (Runflat-Reifen)

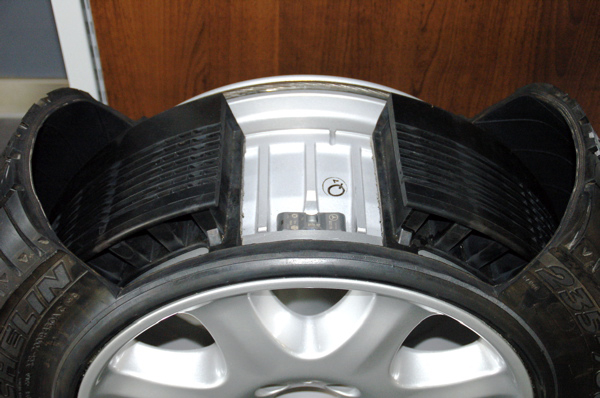
Schnitt durch einen Sicherheitsreifen mit Stützring auf der Felge

Seit den 2000er Jahren gibt es Reifen mit Notlaufeigenschaft. Diese ermöglichen im Falle eines Reifenschadens die Weiterfahrt mit verminderter Geschwindigkeit (mindestens 80 bis zu 300 Kilometer bei 80 km/h).
Diese Reifen werden auch als Runflat-Reifen, Run-Flat-Reifen oder RunOnFlat-Reifen bezeichnet. Je nach Hersteller sind sie mit den Kürzeln ROF, RFT, EMT (Extended Mobility Tire), RSC (Runflat System Component), SSR (Self-Supporting Runflat Tire), ZP (Zero Pressure), DSST (Dunlop Self Supporting Technology), BSR (Bridgestone Support Ring) oder PAX (Michelin Stützring) versehen.
Die Notlaufeigenschaft wird durch verstärkte Seitenwände oder einen Stützring auf der Felge erzielt, die ein Abplatten des Reifens bei Druckverlust oder Platzen verhindern und die ausreichende Übertragung von Lenk-, Brems- und Antriebskräften gewährleisten. Unterstützt wird dieser Effekt durch Felgen mit einer speziellen Form des Felgenhorns, den EH2-Felgen (Extended Hump), die ein Abspringen des beschädigten Reifens von der Felge verhindern. Da Fahrer einen Druckverlust kaum spüren und Drucklosigkeit nicht sicher bemerken, ist grundsätzlich ein Reifendruckkontrollsystem vorgeschrieben. Das Mitführen eines Reserverads ist nicht mehr nötig.
Viele gepanzerte Pkw sind mit solchen Sicherheitsreifen ausgestattet.

## Reifenarten nach Bauart

### Diagonalreifen
Diagonalreifen waren bei Pkw bis in die 1960er Jahre gebräuchlich. Sie weisen mehrere schräg überkreuzte Karkassenlagen auf. Sie wurden von Radialreifen verdrängt und sind heute fast nur noch in der Landwirtschaft, bei Oldtimern und älteren Motorrädern üblich.
Die Verwendung von Diagonal- und Radialreifen auf einer Achse wird in der Straßenverkehrs-Zulassungs-Ordnung (StVZO) als „Mischbereifung“ bezeichnet und verboten.
Auch im Offroad-Bereich werden Diagonalreifen noch eingesetzt, weil die im Straßenbetrieb unerwünschte starke Beweglichkeit ihrer Lauffläche eine bessere Selbstreinigung im Schlamm und eine bessere Anpassung an unebene Untergründe gewährleistet. Viele Rennreifen werden als Diagonalreifen gebaut. Sie haben aber im Fahrverhalten nichts mit den veralteten Autoreifen gemein, kreuzen sich doch bei ihnen die Karkassenlagen in erheblich engerem Winkel. Die Größenbezeichnung bei Diagonalreifen, beispielsweise 6.40-15 (auch in der Schreibweise 6.40–15 oder 6.40 - 15), drückt im ersten Wert die Reifenbreite in Zoll aus, hier also 6,4 Zoll (162,56 mm). Der hintere Wert in der Reifenbezeichnung gibt den notwendigen Felgendurchmesser für diesen Reifen in Zoll an. Das Querschnittsverhältnis (Flankenhöhe zu Reifenbreite) hängt von der Reifenform ab, die nicht angegeben wird. Manche Breitenmaße kommen jedoch nur bei einer Reifenform vor, so dass diese sich in solch einem Fall aus jenen ableiten lässt. Diagonalreifen gibt es in den Reifenformen:
- Ballon mit einem Flankenhöhe/Reifenbreite-Verhältnis von ≈ 98 %, Breitenmaß auf 0,25″ abgestuft,
- Super Ballon mit einem Flankenhöhe/Reifenbreite-Verhältnis von ≈ 95 %, Breitenmaß auf 0,10″ abgestuft,
- Niederquerschnitt mit einem Flankenhöhe/Reifenbreite-Verhältnis von ≈ 88 %, Breitenmaß auf 0,50″ abgestuft, mit Ausnahme des Maßes 7.25–13,
- Super-Niederquerschnitt mit einem Flankenhöhe/Reifenbreite-Verhältnis von ≈ 82 %; bei diesen Reifen wird mindestens die Reifenbreite (mindestens zusätzlich zu der Angabe in Zoll) in mm angegeben.[21]

### Radialreifen (Gürtelreifen)
Radialreifen (X-Technologie) wurden 1948 – auf Anregung von Citroën – von Michelin entwickelt und eingeführt. Sie sollten eine höhere Lebensdauer als die bis dahin üblichen Diagonalreifen erreichen. Tatsächlich hielten schon die ersten Radialreifen mehr als doppelt so lange wie Diagonalreifen. Ab 1961 gab es sie auch von Continental, in einer deutlich verbesserten Ausführung.
Das Prinzip der Radialreifen beruht auf einer klaren Trennung der Funktionen im Reifenunterbau. Dazu zählen radial angeordnete Karkassenlagen für besseres Einfedern, dazu stabilisierende Gürtellagen unter der Lauffläche. Innerhalb der Karkasse liegen die gummierten Cordfäden in einer oder mehreren Lagen radial, also im rechten Winkel zur Laufrichtung. Der Effekt ist – zusätzlich zur höheren Laufleistung – eine erhebliche Verbesserung gegenüber den Diagonalreifen in Bezug auf Haftung bei Nässe und in Kurven sowie bei den Laufeigenschaften.
Aus diesem Grund hat der Gesetzgeber die Mischbereifung auch mit Diagonal- und Radialreifen untersagt.

„Eine Mischbereifung ist die zeitgleiche Verwendung von unterschiedlichen Reifentypen für dasselbe Kraftfahrzeug. Nach § 36 StVZO ist die Kombination von Radial- und Diagonalreifen unzulässig sowie die Mischbereifung auf einer Achse. Zulässig, jedoch fragwürdig, sind unterschiedliche Reifengrößen, Profiltiefen, Hersteller und die Kombination aus Sommer- und Winterreifen, die ebenfalls als Mischbereifung gelten.“

Radialreifen haben lautere Abrollgeräusche als Diagonalreifen, weshalb unter anderem Rolls-Royce noch bis in die 1970er Jahre am Diagonalreifen festhielt.
Der gleichbedeutende Begriff „Gürtelreifen“ für den Radialreifen entstand wegen der gürtelförmigen Lage der härteren Schicht unterhalb der Lauffläche.

## Reifenaufbau
Im Gegensatz zu den meisten Fahrradreifen sind heutige Autoreifen in der Regel schlauchlos.

Aufbau eines Radialreifens

Laufstreifen/LaufflächeDieser stellt die Verbindung zur Fahrbahn her. Der Laufstreifen enthält das Profildesign (Profilblöcke und -rillen) sowie Lamellen, die je nach Sommer- oder Winterreifen verschieden ausgebaut sind.
Seitenwand/FlankeDiese stellt den äußeren Schutz der Karkasse dar.
KarkasseSie ist der tragende Unterbau (Gerüst) eines Reifens. Die Karkasse ist der entscheidende Festigkeitsträger und wird durch Gürtel und Laufstreifen komplettiert. Sie besteht aus einer oder zwei Gewebeschichten, die in Gummi eingebettet sind. Das Gewebe besteht aus Kunstfasern, Kunstseide (Rayon) und in Radialreifen auch aus Stahlcorden. Die Karkasse wird durch den Innendruck gespannt, sie hält den Reifen zusammen.
WulstEr sorgt für die feste Verbindung zwischen Reifen und Felge und besteht aus Stahldrähten sowie aus der Wulstzehe, Wulstsohle, Wulstferse und der Wulstkehle.
Innenschicht ((Inner-)Liner)Diese aus einer besonderen Gummimischung hergestellte Schicht sorgt dafür, dass die Luft nicht nach außen diffundiert.

## Design und Entwicklung
Die Entwicklung eines neuen Reifens bis zur Marktreife dauert zwei bis drei Jahre. Mit Hilfe von CAD-Systemen werden Reifenprofile entwickelt und z. B. unter Verwendung von 3D-Druckern plastisch aufgebaut und zu Prototypen weiterverarbeitet. Vielfach werden die Prototypen komplett in Handarbeit gefertigt: Sogenannte „Reifenschnitzer“ fertigen Prototypen künftiger Serienreifen in Handarbeit aus einem Reifenrohling.
Da sich herkömmliche luftgefüllte Reifen nur noch in Details verbessern lassen, gibt es Entwicklungsschritte auch mit völlig neuen Ansätzen. So berichtete der Spiegel im März 2013 von einem Hersteller, der einen neuartigen „Gitterreifen“ mit einem patentierten Kunststoffgitter zwischen Felge und Lauffläche entwickelt habe. Bereits zuvor hatten mehrere bekannte Hersteller Reifen ohne Luft präsentiert. Im März 2020 präsentierte das Unternehmen Goodyear ein Konzept für sich selbst regenerierende Reifen, das sich an die Produktion von Spinnenseide anlehnt. Solche Neuentwicklungen zielen meist auf größere Sicherheit und den Schutz vor Reifenpannen ab, sowie auf Umweltschutz und höhere Laufruhe durch Vermeidung des luftgefüllten Resonanzkörpers. Von Michelin sei bereits ein luftfreier Reifen für Radlader in den USA verfügbar.
Ein weiteres Problem ist der für Reifen nötige Kautschuk, dessen Gewinnung synthetisch aus fossilen Rohstoffen oder verbunden mit Regenwaldrodung erfolgt. 2012 stellte Bridgestone einen Reifen vor, der komplett aus nachwachsenden Rohstoffen besteht. Das Fraunhofer-Institut für Molekularbiologie und Angewandte Oekologie IME in Aachen und der Reifenhersteller Continental AG bauten etwa 2014 in Münster eine Pilotanlage, um Löwenzahn-Kautschuk im industriellen Maßstab herzustellen. 2015 wurden dort die ersten Reifen hergestellt. Seit 2018 betreibt Continental in Anklam ein Forschungszentrum zur Züchtung einer Löwenzahnsorte mit hohem Kautschukgehalt in industriellem Maßstab. Ende 2021 zeigte Volvo ein Konzeptfahrzeug mit Pirelli-Reifen, die zu 94 Prozent aus nachwachsendem Material bestanden. Seit Oktober 2023 belegt Hankook mit der auf Grundlage der EU-Richtlinie für erneuerbare Energien (EU RED) beruhenden ISCC Plus-Zertifizierung (International Sustainability & Carbon Certification) den Einsatz von biobasiertem Synthesekautschuk und biobasierten Kieselerdefüllstoffen in seinem ungarischen Werk.

## Herstellung

### Neureifen
Die einzelnen Reifenbauteile werden in Lagen vorgefertigt. Das erfolgt meist mit speziellen Spritzmaschinen oder, wenn die Lagen auch Gewebe oder Stahlcord enthalten, mit sogenannten Kalandern.
Anschließend werden diese Lagen beginnend beim Reifenkern an einer Wickelmaschine nacheinander aufgebracht. Zuletzt wird die Laufflächenmischung aufgebracht und der Reifenrohling (green tire) wird in einer Form unter Druck (bis zu 22 bar) vulkanisiert. Die Vulkanisationsdauer und -temperatur (bei PKW-Reifen 170–200 °C) hängt von der Größe und Dicke des Reifens ab (etwa 9–13 Minuten). In diesem letzten Schritt erhält der Reifen das Profil, das als Negativ in der Form eingearbeitet ist.

### Runderneuerte Reifen
Zur Runderneuerung wird die alte Lauffläche aufgeraut oder abgeschält, eine neue Lauffläche aufgelegt und aufvulkanisiert. Dies ist bis zu einem Drittel billiger als die Herstellung eines Neureifens.

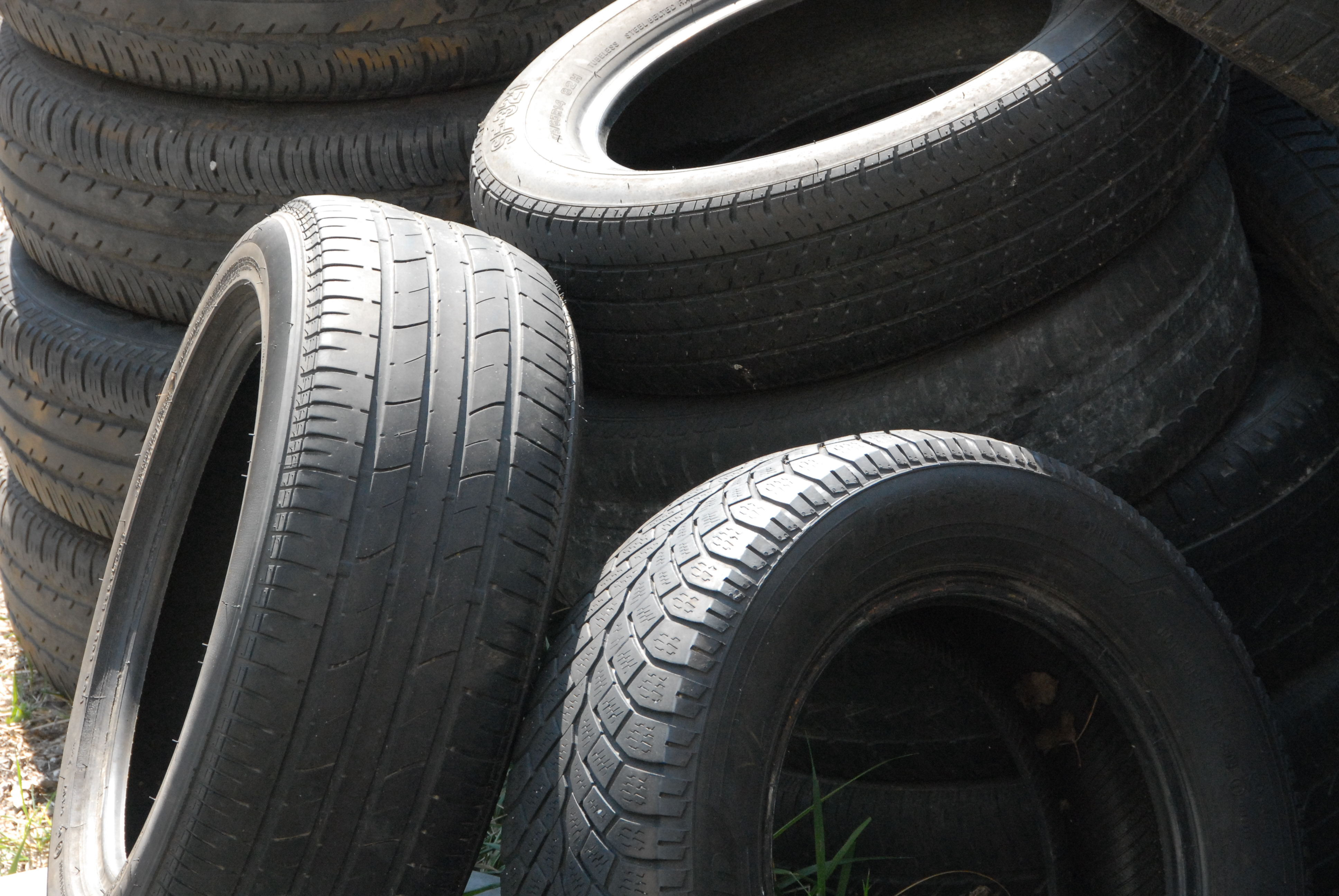
Altreifen

Im Pkw-Bereich spielten runderneuerte Reifen bis 2005 in Deutschland kaum eine Rolle. Bei den Sommerreifen hatten sie weniger als ein Prozent Marktanteil; bei den Winterreifen etwa fünf Prozent. Sie waren nicht als Hochgeschwindigkeitsreifen (Kennung ZR, Y, …) erhältlich. Das hing damit zusammen, dass die Hersteller runderneuerter Reifen der Alterung der Karkasse Rechnung trugen und den Geschwindigkeitsindex ihrer Reifen herabstuften. Aus einem ehemaligen V-Reifen wurde also ein H-Reifen, aus einem H-Reifen ein T-Reifen usw. Bei Lkw-Reifen hatten die Runderneuerten einen Marktanteil von etwa 40 Prozent.
Runderneuerte Reifen haben nur selten einen höheren Rollwiderstand als Neureifen. Der Marktanteil runderneuerter Lkw-Reifen ging in Europa von 34,2 % (2012) auf 20,1 % (2022) zurück. Der Marktanteil runderneuerter Pkw-Reifen betrug in Europa rund ein Prozent.
Laut einer 2022 veröffentlichten Studie des Fraunhofer-Institut für Umwelt-, Sicherheits- und Energietechnik für AZuR (Allianz Zukunft Reifen) und Deutsche Bundesstiftung Umwelt verursachen runderneuerte Reifen in der Fertigung über 63 Prozent weniger CO2-Emissionen als qualitativ vergleichbare hochwertige Neureifen.

## Reifengröße, -Bezeichnung und -Markierung

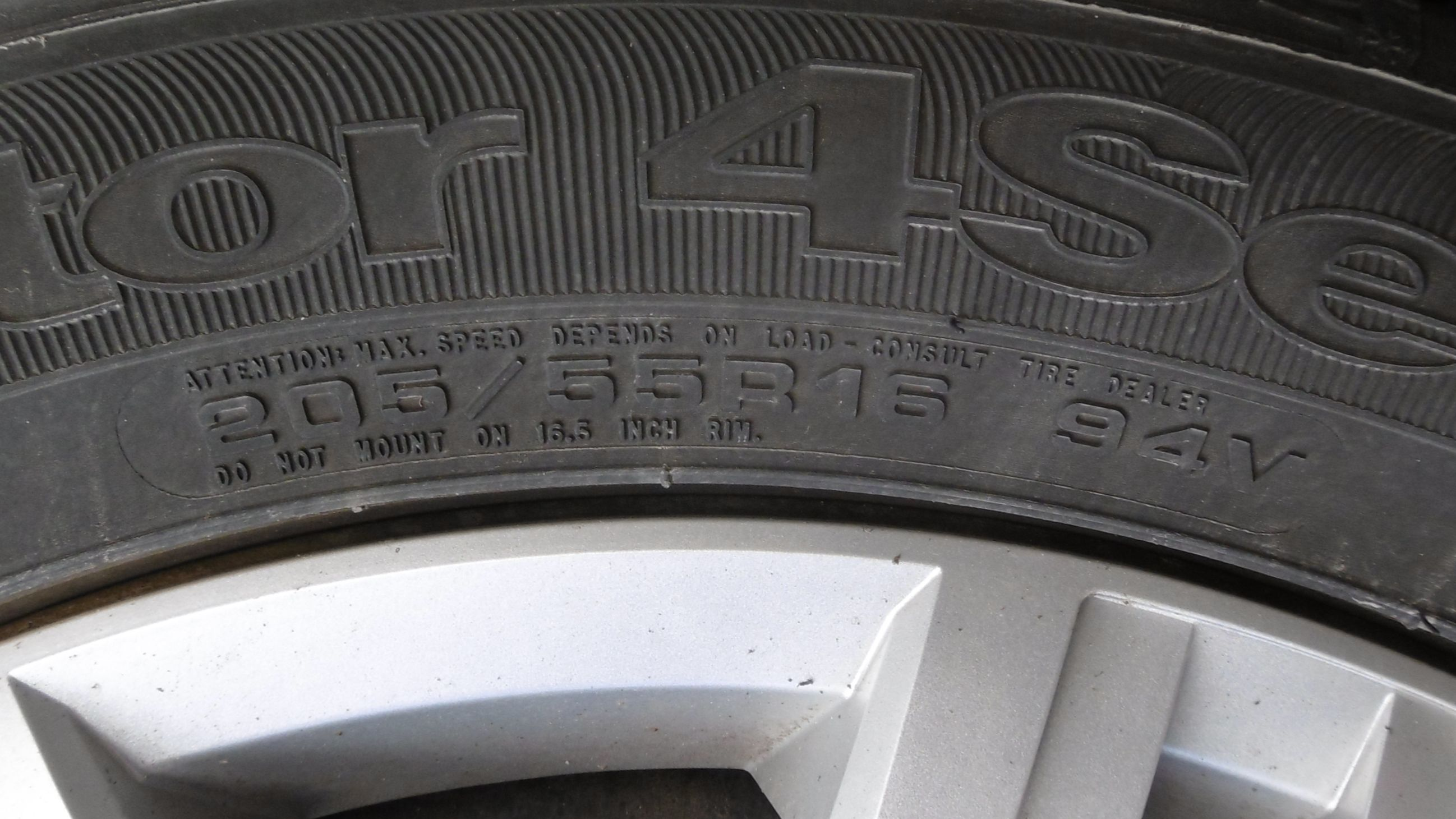
Beispiel: 205/55R16 94V

Breite, Verhältnis, Felge

Ein Radialreifen wird durch folgende Angaben bestimmt:
- Nennbreite des Reifens in Millimeter
- Verhältnis von Flankenhöhe (Schafthöhe) zur Reifenbreite in Prozent
- Bauweise der Karkasse (Diagonal- oder Radialreifen)
- Felgendurchmesser in Zoll
- Tragfähigkeitsindex
- Geschwindigkeitsindex (Geschwindigkeitskategorie)
- zusätzliche Bezeichnungen

Alle Daten sind seitlich auf dem Autoreifen angebracht. Die Art der Beschriftung wird durch die ECE 30 (bzw. ECE 54 für LKW ab 80 km/h) geregelt. Dabei bilden Breite, Verhältnis und Felgendurchmesser die Reifengrößenbezeichnung. Tragfähigkeitsindex und Geschwindigkeitskategorie bilden die Betriebskennung.
So bedeutet z. B. die Aufschrift 185/65 R 15 85 H folgendes:
- 185: Die nominelle Breite des Reifens unbelastet an der breitesten Stelle (nicht der Lauffläche!) beträgt 185 mm.
- 65: Das prozentuale Verhältnis von Flankenhöhe zu Reifenbreite ist 65 %; in unserem Beispiel beträgt die Flankenhöhe somit 120 mm (= 185 mm × 65 %). Fehlt diese Zahl, wie etwa bei der Reifenbezeichnung „155 R 15“, so ist dieses Verhältnis 80 Prozent.
- R: Radiale Bauweise der Reifenkarkasse. Ein D kennzeichnet die diagonale Bauweise (diese muss laut ECE 30 nicht gekennzeichnet werden).
- 15: Der notwendige Felgendurchmesser für diesen Reifen ist 15 Zoll.
- 85: Angabe der Tragfähigkeit in Form des Lastindex (LI). Der LI 85 indiziert laut Zuordnungstabelle eine maximal zulässige Last von 515 kg.
- H: Der Geschwindigkeitsindex erlaubt eine maximale Geschwindigkeit von 210 km/h.

Der Durchmesser ist somit Breite × Prozent × 2 + (Felgendurchmesser × 25,4), in unserem Beispiel somit 622 mm (= 185 mm × 65% × 2 + (15 × 25,4) mm)

### UTQG (Uniform Tire Quality Grade)
Das Klassifizierungsmerkmal UTQG gibt das Leistungsniveau eines Reifens entsprechend drei verschiedener Kriterien an.
Man unterscheidet:
TreadwearDie Treadwear-Angabe gibt Aufschluss über das Verschleißverhalten des Reifens gegenüber einem „Normreifen“. Der Normreifen besitzt einen Treadwear-Wert von 100. Wird ein Autoreifen mit dem Wert „Treadwear 300“ versehen, so nutzt er sich dreimal langsamer ab als ein Normreifen. Es ist also eine dreifache Laufleistung zu erwarten. Ein moderner Alltagsreifen besitzt im PKW-Bereich einen Treadwear-Wert von etwa 250 bis 400.
TractionDer Traction-Wert gibt Auskunft über die Haftungseigenschaften auf nassem Untergrund. Der Wert „AA“ gilt vor „A“ und „B“ als haftungsstärkster, wobei „C“ der schlechteste zulässige Wert ist.
TemperatureDie Temperaturkennung gibt an, wie effizient der Reifen die durch Rollreibung und Walkarbeit entstehende Hitze abführen kann. Ein Reifen mit der besten Kennung „A“ ist also deutlich temperatursouveräner als ein Reifen der niedrigsten Klasse „C“.

### Zusätzliche Bezeichnungen

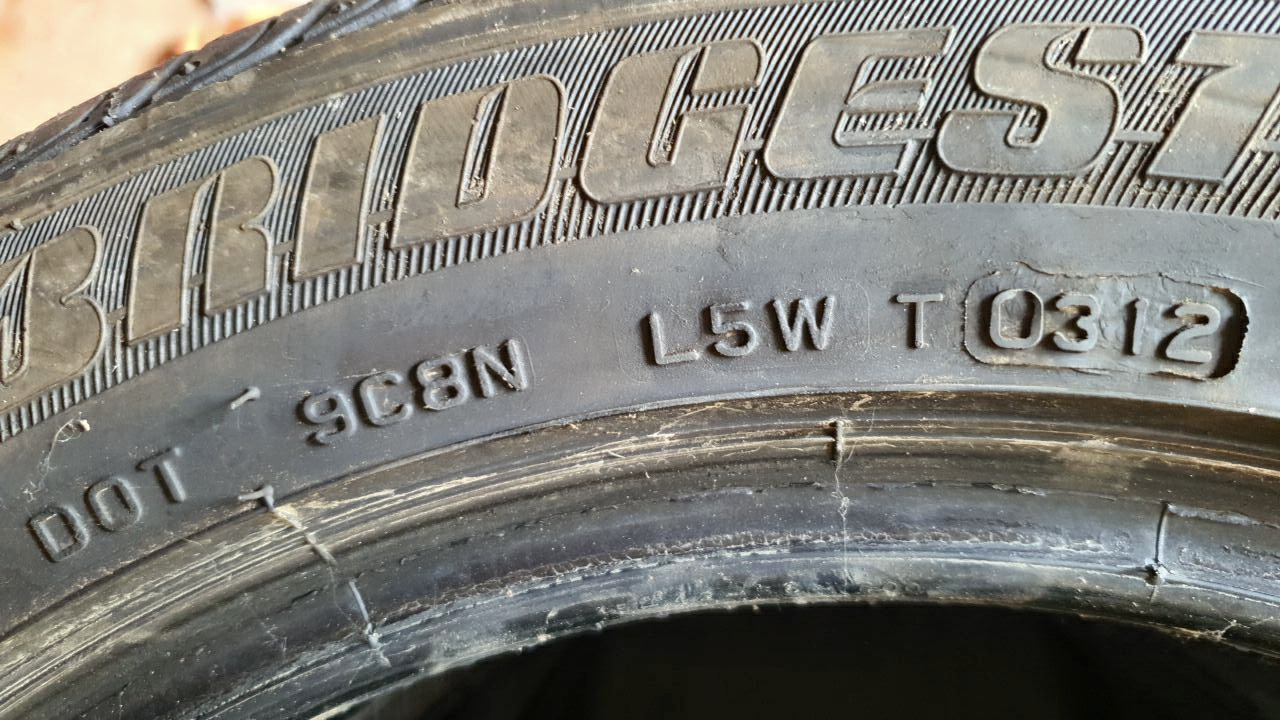
DOT 0312 = 3. Woche 2012

⊕Volkswagen
{\displaystyle *}von und für BMW abgestimmter Reifen
030908Genehmigungsnummer des Reifens
1für Aston-Martin- und Bentley-Modelle (bei Pirelli)
afür Audi-Modelle (bei Pirelli)
AOAudi Original – von und für Audi abgestimmter Reifen
BGürtelreifen: für Motorräder (150/70 B 17 69 H)
C (commercial)Leicht-LKW-Reifen (185 R14 C)
CPReifen zum Einsatz auf Campingmobilen
DOT-Nummerkodierter Herstellercode; zeigt außerdem an, dass der Reifen den Anforderungen des US-amerikanischen Verkehrsministeriums (Department of Transportation (DoT)) genügt; die vier letzten Ziffern nennen das Produktionsdatum (z. B. DOT xxxx 0312 = 3. Woche 2012).
e13ECE-Prüfzeichen, Reifen nach EG-Regelung genehmigt, 13 = Genehmigungsland (Beispiel)
E4ECE-Prüfzeichen, Reifen nach ECE-Regelungen genehmigt, 4 = Genehmigungsland (Beispiel)
ElectSpeziell für Elektrofahrzeuge (bei Pirelli-Reifen)
EVSpeziell für Elektrofahrzeuge (bei Hankook-Reifen)
FRFelgenrippe
FSL oder MFSReifen verfügt über einen Felgenschutz (Gummikante)
Jfür Jaguar-Modelle (bei Continental-Reifen)
Made inHerstellungsland
MOMercedes Original – von und für Mercedes-Benz abgestimmter Reifen
MO ExtendedMercedes Original Run-Flat
M+SMatsch + Schnee-Reifen, Winterreifen (das sagt jedoch nichts über die Wintertauglichkeit aus, da keine geschützte Bezeichnung)
N 0; N 1; N 2; N 3; N 4von Porsche empfohlene Modelle
R, rf, XL, LT, EL, oder extra loadreinforced (engl.) Bezeichnung für Reifen mit verstärkter Karkasse und damit erhöhter Tragfähigkeit – vor allem für Transporter
Regroovablenachschneidbar (v. a. für LKW-Reifen)
ROF„Run on flat“, Run-Flat-Reifen
s„Sound“, Reifen mit Zertifikat für verminderte Lärmemissionen (schrittweises Verkaufsverbot für Reifen ohne diese Kennzeichnung ab dem 1. Oktober 2009 in Deutschland)
SFIAbk. für „side facing inwards“ Innenseite bei asymmetrischen Reifen
SFOAbk. für „side facing outwards“ Außenseite bei asymmetrischen Reifen
SSTSelf Supporting Tire = Run-Flat-Reifen (mit verstärkter Seitenwand)
TAbk. „Temporär“ für: Noträder
Tubeless(TL) schlauchlos
Tubetype(TT) Schlauchreifen
TWIProfilabnutzungsanzeige oder Reifenverschleißanzeige in Hauptprofilrillen (Tread Wear Indicator)
VOLVolvo Original – von und für Volvo PKW abgestimmter Reifen
ZPZero Pressure (Reifen mit Notlaufeigenschaften)
ZRVerstärkter Radialreifen für Geschwindigkeiten über 240 km/h

### Markierung
Verschiedene Hersteller markieren ihre Reifen im Profil mit radial umlaufenden farbigen Linien, die mit dem Gebrauch verblassen oder ganz verschwinden. Diese Linien dienen nur zur besseren Unterscheidbarkeit im Lager und enthalten keine verbindliche Information.

## Reifenalter
„Eine gesetzliche Grundlage zum Alter von Reifen gibt es nicht – weder für den Neukauf noch in puncto Dauerhaltbarkeit.“ (ADAC)

Reifengummi altert und versprödet auch dann, wenn das Fahrzeug stillsteht. Dies besonders dann, wenn es UV-Strahlung (wie sie im Sonnenlicht enthalten ist) ausgesetzt ist. Der ADAC empfiehlt, Reifen maximal bis zum Alter von acht Jahren zu verwenden.

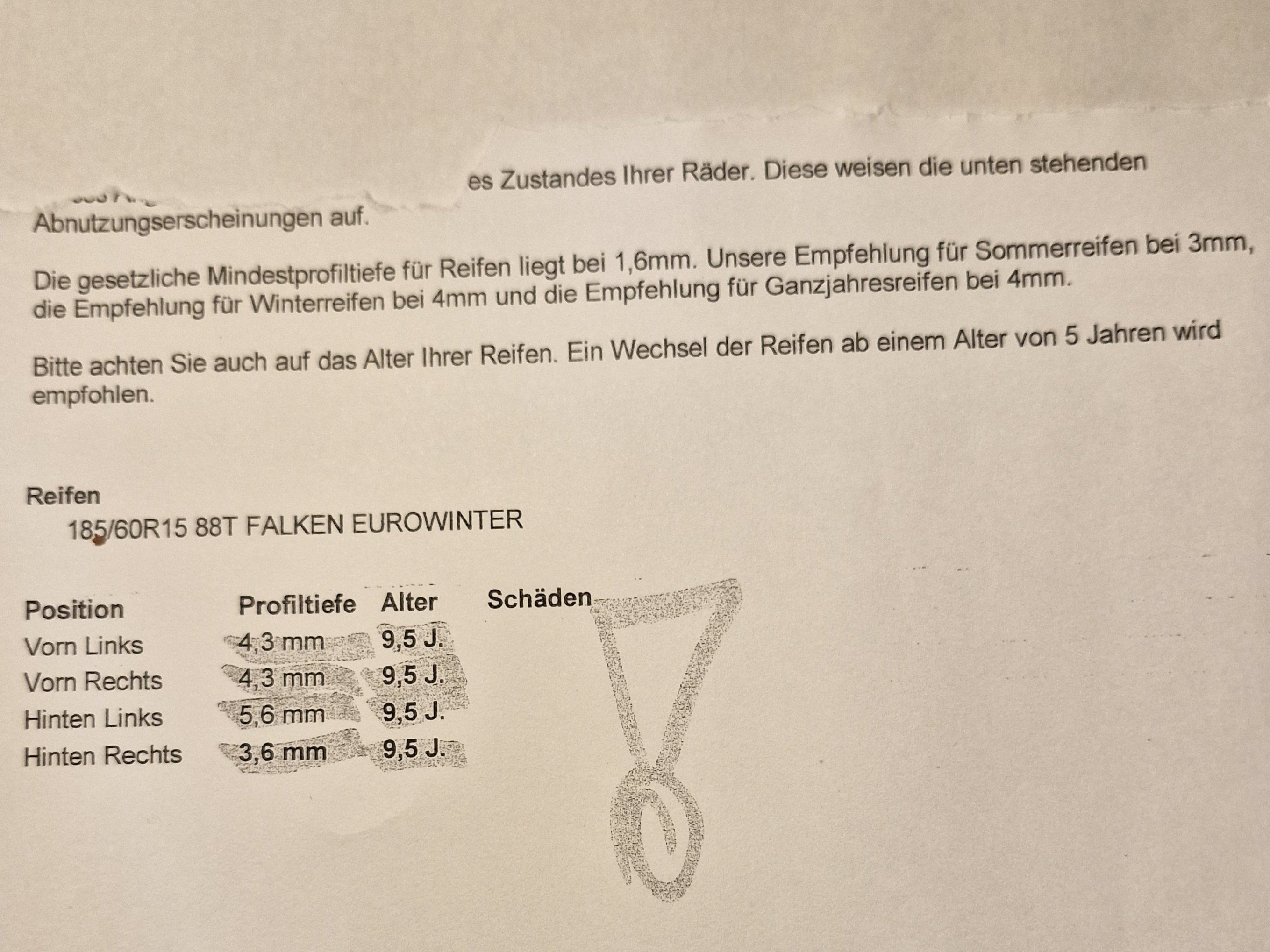
Autohaus empfiehlt Wechsel der Reifen ab 5 Jahre

 Der Schweizer Automobilclub TCS empfiehlt, Reifen nicht länger als acht Jahre zu nutzen und warnt vor der Verwendung von Reifen, die das zehnte Lebensjahr überschritten haben. Auch gibt es Empfehlungen, ab einem Alter von 5 Jahren zu wechseln.
Studien oder andere Belege für diese Empfehlungen sind nicht bekannt.
Für die Reifen von PKW-Anhängern, welche eine 100-km/h-Zulassung besitzen, gilt ein gesetzliches Höchstalter von sechs Jahren; ist ein Reifen älter, ist die Höchstgeschwindigkeit auf 80 km/h begrenzt.

### Reifenabrieb
Der Abrieb von Reifen ist persistent. Bei Mikroplastik, das durch Abrieb von Reifen in die Umwelt gelangt, sind insbesondere Pkw-Autoreifen der Hauptverursacher. Ein modernes Auto verursacht 2000 mal mehr Feinstaub durch Reifenabrieb als durch Abgase. Nach einer Abschätzung der Empa stammen in der Schweiz 93 Prozent des in die Umwelt freigesetzten Mikroplastiks aus dem Reifenverschleiß.
Gelangt Reifenabrieb in Gewässer, kann dies Fischsterben verursachen (vgl. Ozonschutzmittel 6PPD).
Der Reifenabrieb war 2010 mit 111.420 Tonnen in Deutschland eine der mengenmäßig größten Quellen für Staubemissionen des Straßenverkehrs. Das betrifft vor allem sedimentierbaren Staub, aber auch Feinstaub.
Laut einer Veröffentlichung der norwegischen Umweltbehörde aus dem Jahr 2014 stammten 54 Prozent der Mikroplastik-Emissionen in Norwegen vom Reifenabrieb. 70 Prozent des Kautschuks werden für die Autoreifenproduktion aufgewendet.
Der durch Reifenabrieb erzeugte Feinstaub gelangt tief in die Lungen. Er enthält gesundheitsgefährdende Stoffe wie Polycyclische aromatische Kohlenwasserstoffe, Benzothiazol sowie Schwermetalle wie Blei (siehe Blei#Toxizität).
Die EU-Kommission hat 2022 vorgeschlagen, mit der Euro 7 auch die Feinstaub-Emissionen durch Reifen und Bremsbeläge zu regulieren. Bei einem Treffen des EU-Ministerrates am 25. September 2023 hielt dieser an den neuen Grenzwerten für den Abrieb von Reifen und Bremsbelägen fest.

## Sonstiges

### Fertigungsprüfungen
Bei der Herstellung werden Reifen auf Reifengleichförmigkeit geprüft.

### Laufrichtung, Innen- und Außenseite

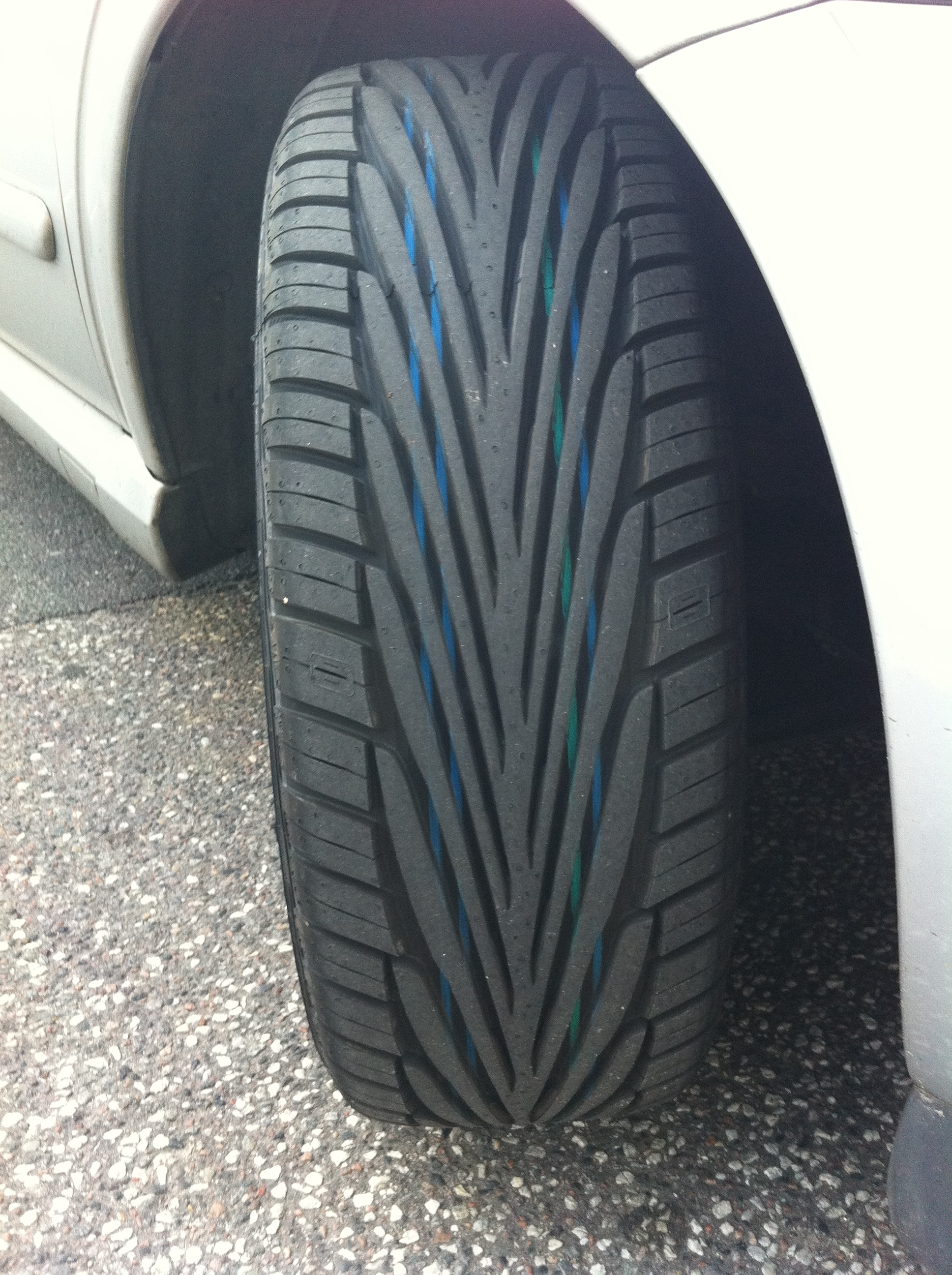
Reifen mit Laufrichtungsbindung, speziell für Wasserableitung optimiertes Profil, 205/50 ZR 16 Uniroyal. Spitze Vs im Mittelteil, Rillen im Flankenpaar bilden stumpfe Vs.

Bei Reifen mit laufrichtungsgebundenem Profil zeigt auf der Seitenwand einen Pfeil oder einen Hinweis die vorgeschriebene Drehrichtung an. Auf der Felge aufgezogen, dürfen sie nicht über Kreuz getauscht werden. Haben sie in der Draufsicht V-förmige Rillen, trifft die Spitze eines Vs bei Vorwärtsfahrt zuerst auf die Fahrbahn und beim Abrollen werden Wasser oder Schneematsch nach außen befördert.
Wird ein solcher Reifen gegen die vorgegebene Laufrichtung montiert, führt das zu verschlechtertem Fahrverhalten durch höhere Aquaplaning-Neigung und eventuell höherer Geräuschentwicklung und höherem Verschleiß. Reifenschäden sind möglich.
Es empfiehlt sich, auch bei nicht laufrichtungsgebundenen Reifen die einmal gewählte Laufrichtung beizubehalten, da sich der Reifen durch Abrieb (Ausformung von dachziegelartigem Längsprofil) an diese anpasst und durch einen Wechsel eher schneller verschleißt.
Bei Reifen mit – in Bezug auf die Fahrzeuglängsmitte – innen-außen-asymmetrischem Profil wird durch die asymmetrische Profilgestaltung das Reifenprofil den Anforderungen im Bereich der Außen- und Innenschulter angepasst. Die Außenschulter hat großen Einfluss auf Kurvenstabilität und das Lenkansprechverhalten. Die Innenschulter kann bei einem Winterreifen durch hohe Anzahl von Eingriffkanten für bessere Traktion auf Schnee sorgen. Reifen mit asymmetrischem Profil haben auf der Flanke eine Kennzeichnung für die nach außen gehörende Seite.
Ist ein Reifentyp sowohl seitlich asymmetrisch als auch laufrichtungsgebunden – die Drehrichtung festlegend – gestaltet, so existieren zwei unterschiedliche, spiegelbildliche Ausführungen für die linke bzw. rechte Fahrzeugseite.
Reifen für Nutz- und Geländefahrzeuge, auch für Baumaschinen, Traktoren und Militärfahrzeuge, tragen oft eine Kennzeichnung der Traktionsrichtung. Der Pfeil auf der Seitenwand des Reifens zeigt hier ebenfalls die Drehrichtung. Bei korrekter Laufrichtung hat der Reifen auf losem Grund mehr Traktion. Bei Reifen für Fahrzeuge mit Höchstgeschwindigkeiten unter 80 km/h ist die Angabe der Traktionsrichtung lediglich ein technischer Hinweis. Solche Reifen haben ein Profil mit V-förmig angeordnete Stollen mit Reinigungswirkung. Die Spitze des V muss auch in diesem Fall beim Abrollen zuerst den Boden erreichen.

### Reifendruck und Kraftstoffverbrauch
Die Fahrzeughersteller geben für jeden Fahrzeugtyp den empfohlenen Reifendruck an. Er beeinflusst das gesamte Fahrverhalten und damit die Fahrsicherheit sowie den Kraftstoffverbrauch und die Reifenlebensdauer. Meist ist er getrennt für das leere und das voll beladene Fahrzeug angegeben. Diese Informationen sind im Handbuch oder meist auf einem Aufkleber in der Tür, im Handschuhfach- oder auf der Innenseite der Tankklappe ersichtlich. Bei der Drucküberprüfung – nur bei kalten Reifen – soll man auch das Reserverad nicht vergessen.
Eine Unterschreitung des vorgeschriebenen Reifendrucks führt zu erhöhtem Rollwiderstand, schwammigem Fahrverhalten, erhöhter Bodenhaftung bei niedrigen Geschwindigkeiten und insbesondere zu starker Erwärmung des Reifens bei hohen Geschwindigkeiten durch die stärkere Walkarbeit. Fast alle Reifenschäden bei Autobahnfahrten sind auf Überhitzung der Reifen durch deutliche Unterschreitung des vorgeschriebenen Mindestreifendrucks zurückzuführen. Bei extrem zu niedrigem Reifendruck werden außerdem die Laufflächen seitlich stärker abgenutzt.
Durch Erhöhung des Reifendruckes um 0,2 bar über der Herstellerempfehlung erreicht man einen niedrigeren Rollwiderstand, der sich in niedrigerem Kraftstoffverbrauch äußert. Faustregel: 0,2 bar mehr bringen 2 Prozent weniger Verbrauch. Darüber hinaus kann durch die Erhöhung des Reifendrucks in gewissem Rahmen die Lenkgenauigkeit, die Fahrstabilität und damit die Straßenlage insgesamt verbessert werden, denn sie macht den Reifen in sich steifer, wodurch der Seitenkraftaufbau schneller erfolgt.
Nachteile dieser Erhöhung können hingegen ein Verlust an Fahrkomfort durch höhere Federsteifigkeit des Reifens und ein Verlust an Bodenhaftung bei geringen Geschwindigkeiten wegen der geringeren Auflagefläche sein. Diese verringert sich, da sich der Reifen weniger verformen kann und bei stark überhöhtem Fülldruck sich die Lauffläche nach außen wölbt. Befürchtungen, das Profil könnte sich in der Mitte der Lauffläche schneller abnutzen als an den Reifenkanten, lassen sich in der Praxis aber nicht bestätigen, solange der Maximaldruck von üblicherweise 3,0 bar nicht überschritten wird.
Bei allen Weltrekordfahrten für den niedrigsten Treibstoffverbrauch oder die längsten erreichten Wegstrecken mit einer Tankfüllung wird seit Jahrzehnten immer mit einem um etwa 0,5 bis 1,5 bar erhöhten Reifendruck gefahren.
Bei gleicher Dimension weichen die Widerstände der Fabrikate um bis zu 20 Prozent voneinander ab (im Extremfall sogar bis 30 Prozent) Autohersteller empfehlen meist, bei Geschwindigkeiten über 130–160 km/h den Reifendruck um 0,2–0,6 bar zu erhöhen.

### Produktionsdatum

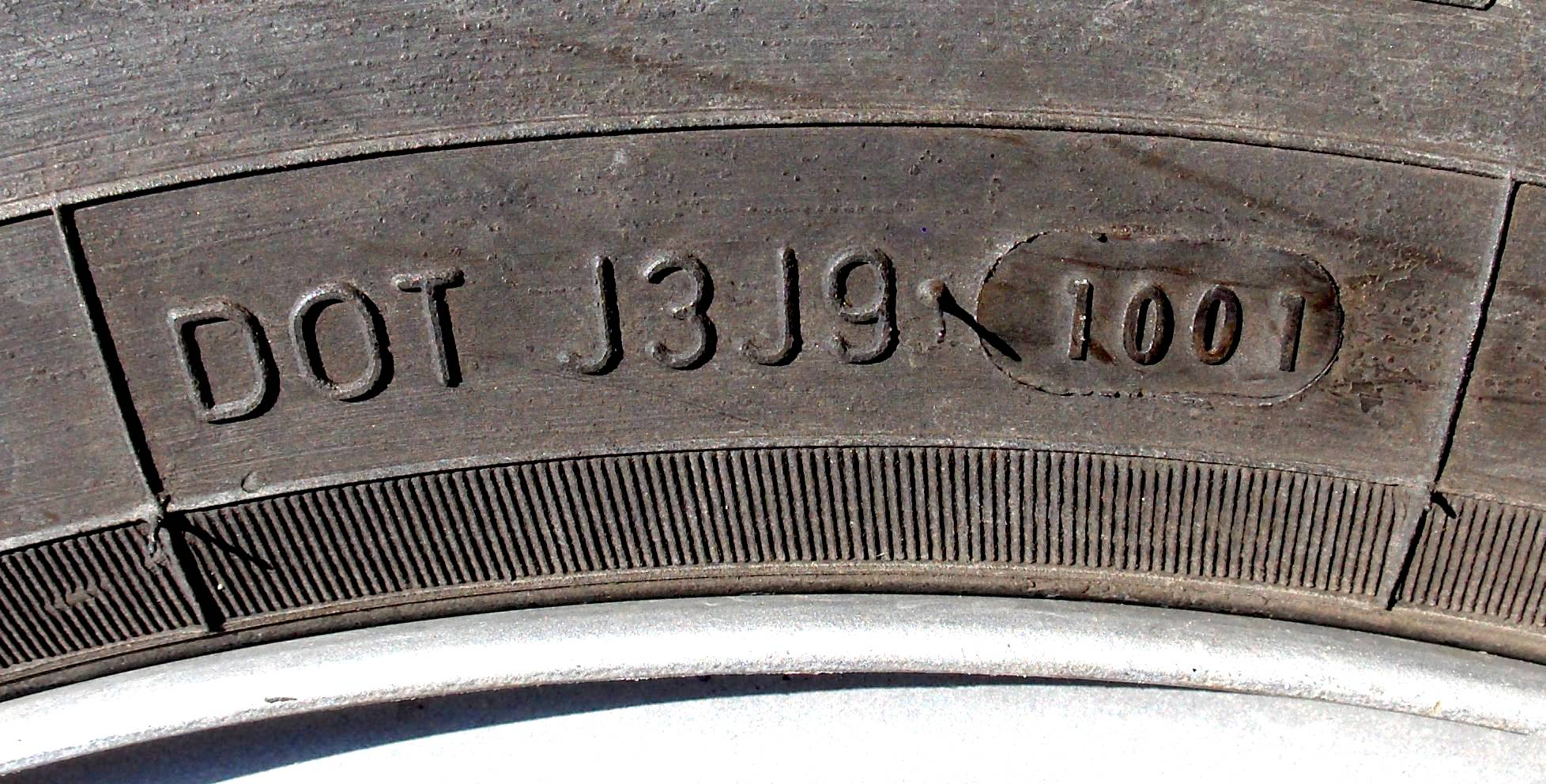
DOT-Nummer, die Kalenderwoche und Jahr der Herstellung angibt, hier 10. KW 2001

Seit den 1980er Jahren ist auf der Seitenwand die DOT-Nummer einvulkanisiert. Bei Reifen ab dem Jahr 2000 ist die DOT-Nummer vierstellig, beispielsweise steht „2203“ für die 22. Produktionswoche (Kalenderwoche) des Jahres 2003.
Reifen mit dreistelliger DOT-Nummer ohne nachgestelltes Dreiecksymbol wurden in den 1980er Jahren produziert (z. B. steht „257“ für die 25. Produktionswoche (Kalenderwoche) des Jahres 1987). Reifen mit dreistelliger DOT-Nummer mit nachgestelltem Dreiecksymbol stammen aus den 1990er Jahren.
Um die verbleibende Profiltiefe leichter sichtbar zu machen, sind Indikatoren (TWI-Markierungen, Tread Wear Indicator) vorhanden, kleine Höcker in mehreren Profilrillen, die eine Restprofiltiefe von 1,6 mm anzeigen. Oft werden diese durch die Buchstaben TWI am Reifenrand markiert, um das Auffinden zu erleichtern. Zur Bestimmung der Profiltiefe gibt es verschiedene Messverfahren, die teilweise sogar im laufenden Verkehr anwendbar sind.
Die richtige Lagerung von Reifen kann sich auf die Lebensdauer auswirken, da das Gummi durch verschiedene Einflüsse, wie Licht und Wärme, aber auch durch den Kontakt mit Öl, Benzin, Fett und Lösungsmitteln, angegriffen wird und sich dadurch seine Haltbarkeit deutlich verkürzen kann.
Eine besondere Form der Reifenabnutzung stellt die Sägezahnbildung dar, bei der die einzelnen Profilblöcke vorn und hinten ungleichmäßig abgenutzt sind.

### Reifentests
Bei den Dimensionen (Durchmesser, Breite, Verhältnis Breite/Höhe) der Reifen gab es Nachfrageverschiebungen bzw. Trends. Reifenkäufer stützen ihre Wahl häufig auf Testberichte und/oder auf die Beratung des Händlers. Bekannt sind die Reifentests des ADAC. Im Internet finden sich zahlreiche Test- und Erfahrungsberichte, die nicht immer als seriös bewertbar sind.
Auf Grund der Besonderheiten von Reifentests hat die Frankfurter Allgemeine Zeitung vor Jahren die Berichterstattung dazu beendet.

### Reifengas

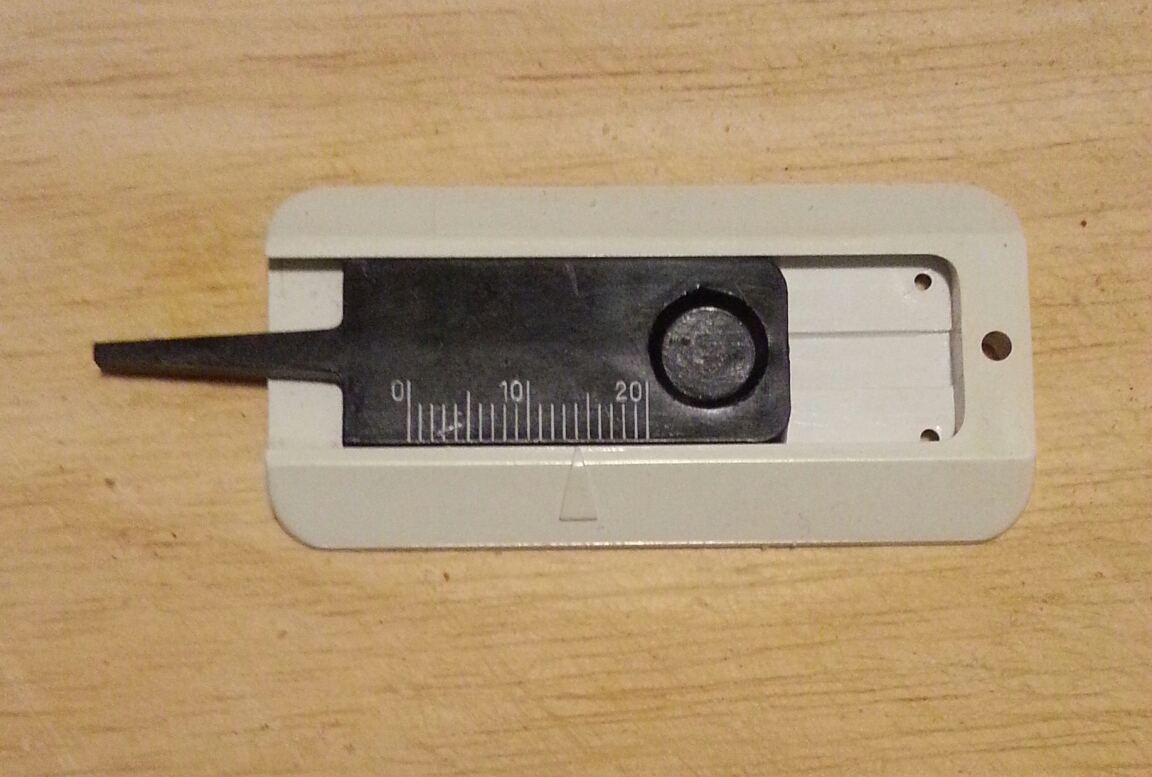
Mit der „Profiltiefenlehre“, hier ein einfacher Messschieber, kann das Reifenprofil kontrolliert werden

Als spezielles Reifengas zur Befüllung von Autoreifen wurde bis zum Jahr 2000 Schwefelhexafluorid eingesetzt, dann wurde aus Kosten- und Umweltgründen auf Stickstoff umgestellt. Jedoch sind bisher entgegen den Behauptungen der Anbieter keine nachprüfbaren Vorteile bekannt, die Reifengas oder reinen Stickstoff gegenüber der üblichen Füllung mit normaler Druckluft, die ohnehin 78 Prozent Stickstoff enthält, in Fahrzeugreifen für den Straßenverkehr rechtfertigen.

### Reifenprofile und Aquaplaning (Wasserglätte)
Das Profil gängiger Reifen sorgt bei Nässe dafür, dass das Wasser zwischen Reifen und Fahrbahn verdrängt und abgeleitet wird und so der Kontakt zwischen Reifen und Fahrbahnoberfläche weitestgehend erhalten bleibt und die Gefahr eines Aufschwimmens des Reifen reduziert wird. Wie effektiv Aquaplaning vermieden werden kann, hängt besonders stark von der Profiltiefe sowie der Profilgestaltung des Reifens ab. Meist wird bei modernen Reifen im mittleren Bereich des Laufstreifens oder auch asymmetrisch versetzt eine oder mehrere starke Längsprofilierungen gewählt, durch die das Wasser in Laufrichtung direkt abgeführt wird. In den Randbereichen wird durch deutlich ansteigende Querprofilierung die Drainagewirkung erhöht. Asymmetrisch gestaltete und angeordnete Profilblöcke sorgen für eine Verteilung der Abrollgeräusche über ein breiteres Frequenzspektrum. Das sich aus mehreren Frequenzen zusammensetzende Abrollgeräusch wird als weniger laut empfunden als jenes bei Reifen mit identischen Querprofilabständen.

### Reifenwechsel
Beim Reifenwechsel werden andere Reifen auf die Felgen aufgezogen.

### Radwechsel
Beim Wechsel zwischen Sommer- und Winterreifen werden meist die kompletten Räder (Reifen auf Felgen) ausgetauscht. Ein solcher Radwechsel kann auch selbst durchgeführt werden.
Meist werden die Räder nach einer Tauschstrategie zwischen Vorder- und Hinterachse vertauscht; dabei ist sowohl die Laufrichtung als auch die Profiltiefe zu beachten. Da die Hinterachse für die Fahrstabilität des Fahrzeugs entscheidend ist, sollten dort die besseren Reifen montiert werden, unabhängig davon, welche Achse angetrieben wird. Beste Fahreigenschaften sind mit einheitlicher Bereifung an allen Rädern erzielbar. Bereifung mit unterschiedlichen Reifentypen und Verschleißzuständen ist gesetzlich zulässig.
Radmuttern oder -schrauben müssen mit dem vorgeschriebenen Drehmoment an- und nach 50–150 km Fahrt nachgezogen werden. Reifenhändler erinnern daran meist mit einem schriftlichen Hinweis im Kfz und auf der Rechnung. Denn ohne Nachziehen kann sich die Verschraubung lösen. Die Ursache dafür ist die Setzen genannte geringe plastische Verformung an den Fügeflächen. Sie bewirkt, dass der Kraftschluss an der Schraube verloren geht, insbesondere bei Rädern aus Leichtmetall, das stärker zum Kriechen neigt als Stahl.

## Vorschriften

EU-Kennzeichnung mit Bewertung von Kraftstoffverbrauch, Aquaplaning-Verhalten und Geräuschentwicklung, 2010

### Europäische Union
In Umsetzung einer Verordnung des Europäischen Parlaments und des Rates vom 25. November 2009 wurde in Deutschland am 1. November 2012 ein Kennzeichnungssystem eingeführt, das Verbrauchern ermöglichen soll, die besten Reifen unter den Aspekten Kraftstoffeffizienz, Nasshaftung und externes Rollgeräusch auszuwählen. Die Kennzeichnung ist als Piktogramm ausgeführt und soll die Kraftstoffeffizienz ähnlich wie beim Energielabel in den Klassen A–G darstellen, daneben die Nasshaftungsklasse (Buchstaben A bis G) und die Angabe des Messwerts in Dezibel (dB) für das externe Rollgeräusch. Eine Kennzeichnung für runderneuerte Reifen und Geländereifen für den gewerblichen Einsatz und andere Spezialreifen ist nicht vorgesehen.
Lärmgrenzwerte nach EU-Verordnung Nr. 661/2009:
| Reifenklasse | Nennbreite     | Grenzwerte ab 2012                          | Grenzwerte ab Herstellungsdatum 1. November 2016 |
| ------------ | -------------- | ------------------------------------------- | ------------------------------------------------ |
| C1a          | <= 185 mm      |                                             | 70 dB(A)                                         |
| C1b          | > 185 … 215 mm |                                             | 71 dB(A)                                         |
| C1c          | > 215 … 245 mm |                                             | 71 dB(A)                                         |
| C1d          | > 245 … 275 mm |                                             | 72 dB(A)                                         |
| C1e          | > 276 mm       |                                             | 74 dB(A)                                         |
| C2           | —              |                                             | 72 [73] dB(A)                                    |
| C3           | —              | Normalreifen 76 dB(A) Winterreifen 78 dB(A) | 73 [75] dB(A)                                    |

- Werte in [ ] Klammern gelten für Traktionsreifen.

### Deutschland
In Deutschland ist eine Reifenprofiltiefe im mittleren Bereich der Lauffläche (Hauptprofil) nach § 36 Abs. 2 Satz 4 StVZO von mindestens 1,6 mm ausreichend. Für das zulässige Höchstalter der Reifen gibt es keine gesetzlichen Vorschriften, auch dürfen Reifen unterschiedlicher Fabrikate an den Rädern montiert sein.
Wird eine Profiltiefe von weniger als 1,6 mm von der Polizei festgestellt, ist ein Bußgeld fällig. Bei konkreter Gefährdung kann auch die Weiterfahrt untersagt werden. Bei Verkehrsunfällen, bei denen eine Schuld durch Verwendung abgefahrener Reifen oder durch die Verwendung von Sommerreifen unter winterlichen Straßenbedingungen festgestellt wird, kann die Haftpflichtversicherung Regressansprüche an den Verantwortlichen geltend machen. Die eigene Fahrzeugversicherung kann in der Vollkaskoversicherung eine Leistung ablehnen und sich hinsichtlich des Haftpflichtschadens des Unfallgegners beim Fahrzeughalter bis zu einer Höchstsumme (meist 5000 Euro; vgl. KFZ-Haftpflichtversicherung) schadlos halten.
Seit dem 1. Oktober 2009 dürfen in Deutschland nur noch Reifen mit einer „s“-Kennzeichnung (besonders leise) verkauft werden. Diese Festlegung galt bis zum 1. Oktober 2010 nur für Reifen mit einer Breite bis 185 mm und einem Fahrzeuggewicht bis zu 3500 kg, und bis Oktober 2011 nur bis zu einer Breite von 205 mm. Für Reisebusse gilt diese Regelung generell seit 2009.
Ab dem 1. Mai 2006 schrieb die StVO eine an die Wetterverhältnisse angepasste Bereifung vor: „Bei Kraftfahrzeugen ist die Ausrüstung an die Wetterverhältnisse anzupassen. Hierzu gehörten insbesondere eine geeignete Bereifung und Frostschutzmittel in der Scheibenwaschanlage.“ Bei einem Verstoß waren 20 Euro Verwarngeld vorgesehen, bei Behinderung sogar 40 Euro Bußgeld und ein Punkteeintrag im Verkehrszentralregister. Allerdings wurde seitens der StVO „geeignete Bereifung“ nicht weiter ausgeführt. 2010 wurde die Regelung wegen Verstoßes gegen das Bestimmtheitsgebot vom Oberlandesgericht Oldenburg als verfassungswidrig eingestuft, woraufhin im selben Jahr die StVO geändert wurde: Seit dem 4. Dezember 2010 ist – unabhängig von der Jahreszeit – das Fahren bei Glatteis, Schneeglätte, Schneematsch, Reif- oder Eisglätte nur mit M+S-Reifen (Winter- und Ganzjahresreifen) erlaubt. Ausnahmen: Land- und Forstwirtschaftsfahrzeuge, bestimmte Einsatzfahrzeuge, nicht angetriebene Räder von Fahrzeugen der Klassen M2, M3, N2, N3, (Schwere Lkw, Busse). Die Bußgeldhöhen wurden verdoppelt.
Die 2000 erlassene Richtlinie für die Instandsetzung von Luftreifen regelt für die Bundesrepublik, welche Schäden am Autoreifen von einem Fachbetrieb repariert werden dürfen (bei Stichverletzungen im Laufflächenbereich bis 6 Millimeter Ausdehnung; Reparaturverbot, wenn der Reifen mittels Pannenhilfsmittel behandelt wurde) und welche Reparaturverfahren zulässig sind.
Die für ein Fahrzeug zugelassenen Rad-/Reifenkombinationen waren früher im Fahrzeugschein eingetragen, der Nachfolger (Zulassungsbescheinigung Teil I) verzeichnet nur noch einen Typ. Welche Kombinationen möglich sind, kann der dem Fahrzeug mitgelieferten EWG-Übereinstimmungsbescheinigung (Certificate of Conformity, COC) entnommen, beim Hersteller oder einer Prüforganisation (z. B. TÜV, Dekra, KÜS, GTÜ und weitere) erfragt oder auch der Bedienungsanleitung des Autos entnommen werden. Die in der EWG-Übereinstimmungsbescheinigung aufgeführten Reifen- und Felgenkombinationen sind ausdrücklich vom Gesetzgeber erlaubt und brauchen nicht eingetragen zu werden.
Mit „Mischbereifung“ wird die Bereifung mit unterschiedlichen Typen, nämlich Diagonal- und Radialreifen bezeichnet. Mischbereifung auf einer Achse ist unzulässig. Bereifung mit Sommer- und Winterreifen auf einer Achse ist unzulässig; zulässig ist jedoch die Verwendung von Sommerreifen auf einer Achse und Winterreifen auf der anderen Achse. Bei PKW dürfen am ganzen Fahrzeug entweder nur Diagonal- oder nur Radialreifen gefahren werden. Für bestimmte Fahrzeuge existieren Ausnahmen (§ 36 StVZO).

### Österreich
Maßgeblich für den Einsatz von Reifen sind das Kraftfahrgesetz (KFG) und die Kraftfahrgesetz-Durchführungsverordnung (KDV).
Die gesetzlich vorgeschriebene Mindestprofiltiefe beträgt in Österreich:
- für Kraftfahrzeuge (ausgenommen Motorfahrräder) mit einer Bauartbedingten Höchstgeschwindigkeit von mehr als 25 km/h und bei Anhängern, mit denen eine Geschwindigkeit von 25 km/h überschritten werden darf: 1,6 mm (Winterreifen in Radialbauweise: 4 mm, in Diagonalbauweise: 5 mm).
- für Kraftfahrzeuge und Anhänger mit einem höchsten zulässigen Gesamtgewicht von mehr als 3500 kg: 2 mm. (Winterreifen in Radialbauweise: 5 mm, in Diagonalbauweise: 6 mm).
- für Motorfahrräder: 1,0 mm

In Österreich herrscht im Zeitraum vom 1. November bis 15. April Winterreifenpflicht, und zwar
- für Fahrzeuge unter 3,5 Tonnen, falls winterliche Verhältnisse herrschen,
- für Schwerfahrzeuge prinzipiell.

Als Winterreifen gelten nur M+S-Reifen oder M+S&E-Reifen (Matsch- und Schnee- und Eis-Reifen), die die Mindestprofiltiefe für Winterreifen nicht unterschreiten. Nur sie erlauben den Betrieb bei Winterreifenpflicht oder auf Straßen, die nur mit Winterausrüstung befahren werden dürfen. Sind Winterreifen nicht vorgeschrieben, gelten auch für M+S-Reifen oder M+S&E-Reifen lediglich die auch für normale Reifen gültigen Mindestprofiltiefen.
Es ist verboten, Kraftwagen mit nicht mehr als 3500 kg höchster zulässiger Gesamtmasse (und Anhänger die damit gezogen werden dürfen) achsweise mit Mischbereifung, also Sommerreifen auf einer Achse und Winterreifen (M+S mit Winterreifen-Profiltiefe) auf der anderen, zu betreiben (Ausnahme: Räder, die keine Kräfte auf die Fahrbahn übertragen). Außerdem dürfen auf einer Achse nur Winterreifen oder nur M+S-Reifen ohne Winterreifen-Profiltiefe oder nur Sommerreifen zum Betrieb verwendet werden.
Für KFZ bis 3,5 Tonnen sind in Österreich Spike-Reifen erlaubt, dann gilt aber eine Geschwindigkeitsbegrenzung auf 80 bzw. 100 km/h für Freiland bzw. Autobahn. Spikes befreien nicht von einer eventuell verordneten Kettenpflicht.
Sind an einem Zugfahrzeug Spikereifen angebracht, dann müssen auch am Anhänger Spikereifen montiert sein. Fahrzeuge mit Spikebereifung sind mit der Spikeplakette zu kennzeichnen.

### Schweiz
Die Mindestprofiltiefe beträgt nach Art. 58 Abs. 4 VTS 1,6 mm, für Winterreifen ist eine Mindestprofiltiefe von 4 mm empfohlen.
Der Begriff Winterreifen ist gesetzlich nicht definiert, folglich besteht auch keine Pflicht, ein Auto mit Winterreifen auszurüsten. Zu berücksichtigen ist aber, dass das Fahrzeug unabhängig von der Witterung in einem betriebssicheren Zustand zu sein hat und die Fahrweise den Straßenverhältnissen anzupassen ist; andernfalls kann die Versicherung Regress auf den Fahrer nehmen und im Schadensfall die Versicherungsleistung vermindern (Art. 29 SVG). Bei ungenügendem Profil oder unangepasster Bereifung (Sommerreifen im Schnee) ist die Betriebssicherheit nicht erfüllt.

## Hersteller
Da moderne Fahrzeugreifen Produkte einer hochentwickelten Technologie sind, die ständig weiterentwickelt werden, fallen enorme Forschungs- und Produktionskosten an. Diese sind auf Dauer von kleinen und mittleren Unternehmen nicht aufzubringen. In der Reifenindustrie vollzieht sich deshalb, wie in anderen Industriezweigen auch, im Rahmen der weltweiten Liberalisierung des Handels ein Konzentrationsprozess. Mit wenigen Ausnahmen gehört der größte Teil der am weltweiten Reifenmarkt angebotenen Marken zu großen Teilen oder ganz zu einem der fünf großen, global operierenden Mutterkonzerne, die zusammen einen Weltmarktanteil von knapp 50 % erreichen:
- Der Bridgestone-Konzern mit den Marken Bridgestone, Firestone, FirstStop
- Die Continental AG mit den Marken Continental, Semperit, Uniroyal, Barum (PKW, LKW), Euzkadi, Gislaved, General Tire, Sime, Viking, Mabor, Sportiva, Sebring, TeamStar, Point S Summerstar, Point S Winterstar, Matador (PKW)
- Die Goodyear Tire & Rubber Company mit den Marken Goodyear, Fulda, Dunlop, Pneumant, Debica, Sava, Avon, Cooper
- Der Michelin-Konzern mit den Marken Michelin, Kléber, BFGoodrich, Stomil, Taurus, Kormoran, Riken, Tigar
- Der Pirelli-Konzern mit den Marken Pirelli (PKW, LKW), Formula (ehem. Ceat), Metzeler (Motorrad)

Weitere große Reifenhersteller sind:
- Alliance - gehört zu Yokohama
- Apollo (Marken Vredestein und Maloya)
- Balkrishna (Marke BKT)
- Danubiana
- Federal Tyres
- Gajah Tunggal (Marke GT Radial)
- Galaxy
- Giti Tire
- Hankook (Marken Hankook, Laufenn und Kingstar[68])
- KAMA
- Kumho
- Lassa
- Linglong Tire (Marke Leao)
- Maxxis
- Nankang
- NEXEN
- Nokian
- Ovation
- Petlas
- Shanghai Tyre & Rubber Co., Ltd
- SIBUR Russian Tyres (Marke Cordiant)
- Sumitomo Rubber Industries (Marke Falken)
- Toyo
- Trelleborg AB (Marken Trelleborg Wheel Systems, Pirelli-Landwirtschaftsreifen, Bergougnan, Monarch, Rota)
- Triangle
- Yokohama

Weltweit gibt es rund 1500 Reifenhersteller, ungefähr 1400 davon in China. Es werden jährlich rund 1,2 Milliarden Reifen verkauft.
Meist werden die unter dem Namen des Mutterkonzerns vertriebenen Marken im oberen Marktsegment als „Premium-Marken“ angeboten. Um möglichst alle Preissegmente abzudecken, wird das Sortiment mit den Zweit- und Drittmarken im mittleren und unteren Preisbereich ergänzt. Außerdem werden für Serviceketten und Reifenfachhändler auf Bestellung „Hausmarken“ unter vielen verschiedenen Namen produziert. Letztere sind dann in der Regel altbewährte Modelle mit leichten Designänderungen, die im Rahmen der permanenten Sortimentserneuerung aus der Palette des eigenen Konzerns gefallen sind. Ebenfalls leicht abweichende Designs finden sich bei Reifen, die speziell für eine bestimmte Automarke hergestellt werden; derartige Reifen sind durch Zusätze in der Reifenbezeichnung zu erkennen.
Der Pirelli-Konzern stand nach seinem verstärkten Engagement in der Telekommunikationsbranche in den letzten Jahren vor der Entscheidung, seine PKW-Reifensparte an Mitbewerber zu verkaufen, entschied sich jedoch wegen des Marktwerts der mit einem sportlichen Image behafteten Marke für den Behalt.

### Die wichtigsten Reifenhersteller
| Reifenhersteller | Marktanteil 2012 in % | Umsatz 2013 in Mrd. Euro | Umsatz 2021 in Mrd. Euro |
| ---------------- | --------------------- | ------------------------ | ------------------------ |
| Bridgestone      | 15,3                  | 22                       | 23,0                     |
| Michelin         | 14                    | 20,2                     | 23,3                     |
| Goodyear         | 10                    | 14,2                     | 15                       |
| Continental      | 5,8                   | 10                       | 11,8                     |
| Sumitomo         | 4,2                   | 4,8                      | 6,2                      |
| Pirelli          | 4,1                   | 6,1                      | 5,3                      |
| Hankook          | 3,4                   | 5                        | 5,3                      |
| Yokohama         | 3                     | 3,4                      | 4,5                      |
| Maxxis           | 2,5                   | 3,2                      | 3,2                      |

## Verschiedenes
Der nach Eigenaussage mit großem Abstand nach Stückzahl weltgrößte Hersteller von Reifen – für Spielzeug – ist die Lego Group: Im Jahr 2016 produzierte das Unternehmen über 730 Millionen Stück und damit etwa viermal so viele wie der größte „reguläre“ Reifenproduzent Bridgestone.

## Altreifen

### Altreifen - Weiterverwendung
Altreifen sind weltweit im Überfluss verfügbar, allein in Deutschland fallen jährlich 600.000 Tonnen Altreifen an, eine Weiterverwertung neben der oben beschriebenen Runderneuerung erfolgt vielfältig:
- Als ganzes Objekt:
  - Stoßdämpfende Fender zwischen Pier und Schiffen, abgehängt an Seilen
  - Abriebschutz an Bojen, Landungsstegen
  - Unterlage unter Kettenfahrwerken zur Schonung von Asphalt-Straßenbelag
  - In Spielgeräten für Kinder und Erwachsene zum Besteigen, Beklettern, Sitzen, Gewichtheben
  - Aufpralldämpfer beim händischen Abladen eines vollen Bierfasses (Holz, Stahl oder Alu) durch Abrollen von der Lkw-Ladefläche
  - Als verlorene Gussform für Betonballast als Standfuss für Verkehrstafeln
  - Als Beschwerer in der Landwirtschaft, zum beschweren der Folien für die Silage Herstellung in einem Fahrsilo
  - schwere, puffernde Randbegrenzung an Rennbahnen für Gokart bis Rennauto – Reifen werde dafür zu Ketten oder Stapeln verbunden
- Geschnitten:
  - Fußabstreifer – 2–3 cm breite Lamellen aufgefädelt auf 2–3 mm starken Stahldraht
  - Pflanzgefäß, Tierskulptur für den Garten
  - Regenschutz über Vorhängeschlössern
  - Egge aus einigen verbundenen flach-ringförmigen Reifenhälften
- Geschnitzelt:
  - verklebt zu porösem Gummi
  - als Brennmaterial im Drehrohrofen zur Zementherstellung – hier geht der Eisengehalt (Stahldraht in Gürtel und Randeinlage) als erwünscht in den Zement über.

### Verbreitung von Insekten durch in Reifen angesammeltes Wasser
Demontierte Reifen haben die Form eines Torus mit innen schlitzförmiger Öffnung. Egal in welcher Lage ein Reifen im Freien liegt, bildet sich in ihm durch Regenwasser eine Wasserpfütze aus, welche, durch den Reifen vor Wind geschützt, lange bestehen bleibt.
Einer der wichtigsten Verbreitungswege für invasive Mücken wie die Asiatische Tigermücke und die Asiatische Buschmücke ist der Gebrauchtreifenhandel. Mit den Reifen gelangen Eier aus Asien per Frachtschiff nach Europa, wo die Reifen u. a. zur Herstellung von Flüsterbeton verwendet werden.
Auch Insekten wie die Malaria übertragende Stechmücke nutzen die Pfützen in Reifen.